# Harry Kane
Harry Edward Kane, MBE (Leytonstone, London, 1993. július 28. –) angol profi labdarúgó, a Bundesligában szereplő Bayern München játékosa és az angol válogatott csapatkapitánya. Széles körben generációja egyik legjobb támadójának tartják, a Tottenham Hotspur legjobb, illetve a Premier League második legjobb góllövője, valamint a Bajnokok Ligája legjobb angol gólszerzője 39 találatával. Felnőtt pályafutása során már több, mint 400 gólt szerzett.
London Waltham Forest kerületében született és a Tottenham gárdájánál nevelkedett, ahol végigjárva a korosztályos csapatokat, gyors fejlődésének köszönhetően 2009-ben, 16 esztendősen mutatkozott be a felnőttek között. Többször adták kölcsön fejlődése érdekében alacsonyabb osztályú angol kluboknak, úgymint a Leyton Orientnek, a Millwallnak, a Leicester Citynek és a Norwich Citynek. Kane neve 2014-ben kezdett ismertté válni, miután Mauricio Pochettino vette át a londoni egyesület trenírozását. Első ott töltött teljes idényében minden sorozatot tekintve 31 gólt szerzett, az angol első liga második legjobb góllövője volt, és elnyerte Az év fiatal angol labdarúgója díjat is.
A 2015–2016-os és a 2016–2017-es évadban az angol első osztály gólkirálya volt, utóbbiban a második helyre vezette csapatát, melynek következtében megkapta a szurkolók által megválasztott Év játékosa díjat. Góllövés tekintetében legjobb idényét a 2017–2018-as szezonban produkálta, minden versenysorozatot figyelembe véve 48 találkozón 41 találat fűződött a nevéhez, egy év múlva pedig csapatával Bajnokok Ligája-döntőt játszott. 2021 februárjában a Tottenham történetének második legeredményesebb játékosává vált a hivatalos találkozókat tekintve. A 2020–2021-es bajnokságban a gólkirályi cím mellett a legtöbb gólpasszt is ő jegyezte. A 2023-as nyári átigazolási időszak alatt elhagyta a nevelőegyesületét, a Tottenham Hotspur csapatát. 2023. augusztus 12-én aláírt a német Bayern München csapatához 110 millió euróért, ezzel a német Bundesliga legdrágább igazolásává vált.
Az angol válogatottban az összes ifjúsági csapatban pályára lépett, 2015 márciusában pedig 21 évesen debütált a felnőttek között is. A 2016-os Európa-bajnokság selejtezősorozatának több összecsapásán eredményes volt és a tornán is képviselte hazáját. 2018 májusától megkapta a csapatkapitányi karszalagot, közvetlenül az azévi világbajnokság előtt. Ezen a tornán a válogatottal a negyedik helyig menetelt, így az egylet 1990 után a legjobb helyezést érte el világversenyen. Kane gólkirályi címet szerzett, mellyel egyúttal elhódította a torna aranycipőjét is. A 2020-as Európa-bajnokságon Angliát a döntőbe vezette, így a háromoroszlánosok 1966 után játszottak újra finálét nemzetközi sportversenyen. A 2024-es Európa-bajnokságon megosztva lett gólkirály ismét, csapatkapitányként pedig újra a döntőbe vezette a válogatottat. Az angol nemzeti tizenegy legeredményesebb gólszerzője, 2023-ban előzte meg Wayne Rooney-t.

## Gyermekkora
Londonban, Leytonstone-ban született Kim (születési nevén: Hogg) és Patrick Kane gyermekeként, van egy bátyja, Charlie. Apja galwayi származása révén ír felmenőkkel is rendelkezik. A család Chingfordba költözött, ahol Kane 2004-ig a Larkswood Általános Akadémiára, majd a Chingford Alapítványi Iskolába járt, ahol korábban David Beckham is tanult. 1999-ben hatéves volt, amikor szerződtette a helyi klub, a Ridgeway Rovers. Arról, hogy a családjában milyen szerepe van a labdarúgásnak, így beszélt:
„Úgy gondolom, hogy a sportolói gének anyukám családja részéről származnak, bár heves vita volt ezzel kapcsolatban a Kane háztartásban. Apának valószínűleg nem tetszik, ha ezt mondom, de véleményem szerint a nagyapám, Eric a mamám oldalán nagyon jó futballista volt és tisztességes szintet képviselt.”
Továbbá elmondta: „A családom nagy része Spurs drukker volt, 15 percre nőttem fel a központjuktól, így én is mindig a Spursnek szurkoltam.” Gyermekkori bálványa Teddy Sheringham, aki szerinte remek befejezőcsatár és képes volt úgy átverekedni magát a mezőnyön, hogy gólokat is szerzett. Nagy hatást gyakorolt még rá David Beckham és Jermain Defoe. Korábban említette Ronaldót is, akit csodált még gyerekként, hozzátéve, hogy imádta nézni róla a felvételeket YouTube-on: „Ő volt az első, akiről megnéztem egy videót és azt gondoltam: Hűha, ő egy remek gólvágó, és én is szeretnék ilyen gólvágó lenni.”

## Pályafutása

### Klubcsapatokban

#### Tottenham Hotspur

##### A kezdetek (2004–2010)
Szülővárosában, a Ridgeway Rovers gárdájában kezdte a labdarúgást, majd nyolcéves korában az Arsenal ifjúsági akadémiájához szerződött. Liam Brady – aki egyike volt akkoriban azoknak, akik a klubban az akadémiáért felelnek – kissé pufóknak titulálta és közel sem tartotta sportosnak, így egy szezont követően elbocsátották. 2015 novemberében Arsène Wenger, az Arsenal vezetőedzője kijelentette, csalódott amiatt, hogy a klub korábban elengedte. Kane tárgyalt a Tottenhammel is, de nem járt sikerrel, ezért újra visszaigazolt első egyesületéhez. 2004-ben, 11 évesen a Watford utánpótlás egyletéhez került egy négy-hat hetes próbajáték keretében, majd újra leigazolta a Spurs, miután kiemelkedő teljesítményt nyújtott ellenük. Kezdetben labdaszerző középpályás, majd irányító poszton játszott.
Első napjaiban – mivel nem volt sem magas, sem pedig gyors – nem tudott maradandót alkotni, de tudomásul vette, hogy játékának különböző elemein fokozatosan javítania kell. Néhány évvel később hirtelen megnőtt, így nagyobb fizikai erőre is szert tett. A 2008–2009-es bajnokságban részt vett az U16-os csapattal a mexikói Copa Chivas, és a svájci Belinzona-tornán, mely során három gólt szerzett. 2009 júliusában 16 évesen szerződést ajánlott számára a londoni alakulat.
A 2009–2010-es idényben 22 alkalommal volt pályán az U18-as csapatban, ezeken a mérkőzéseken 18 gólt jegyzett. Az első csapat keretébe kétszer került be. Mindkét találkozó kupameccs volt és győzelemmel zárult: 2009. október 27-én az Everton ellen a Ligakupában, míg 2010. február 24-én az FA-kupa negyedik fordulójának visszavágóján a Bolton Wanderersszel csapott össze a Tottenham. Első profi szerződését 2010 júliusában írta alá klubjával.

##### Kölcsönben más angol kluboknál (2011–2014)
2011. január 7-én klubja kölcsönadta a másodosztályú Leyton Orientnek a 2010–2011-es bajnokság végéig. Russell Slade, a gárda menedzsere örömmel fogadta érkezését, és még hozzátette, hogy biztosan jó hatással lesz a csapatra. Január 15-én debütált Scott McGleish cseréjeként a 73. percben a Rochdale elleni 1–1-es döntetlen alkalmával idegenben, egy héttel később pedig megszerezte első gólját a Sheffield Wednesday ellen Dean Cox szabadrúgásból legurított labdáját követően az 57. percben, a Leyton pedig 4–0-ra diadalmaskodott. Slade ezek után azt nyilatkozta, nagyon örül, hogy első bajnoki meccsén betalált klubja új csatára. Február 12-én kétszer is eredményes volt a Bristol Rovers elleni 4–1-re végződő találkozón, annak ellenére, hogy a 70. percben lépett pályára McGleish helyére. Az idény végeztéig 18 mérkőzésen ötször vette be az ellenfelek kapuját.
2011. augusztus 25-én először viselte a Tottenham Hotspur mezét az Európa-liga selejtezőjének második fordulójában, ahol a Hearts ellen kezdőként kapott szerepet. Nem sikerült betalálnia az összecsapás során, az ellenfél kapusa, Jamie MacDonald pedig a büntetőjét is hárította. A mérkőzés 0–0-s végeredménnyel zárult, de mivel a londoniak 5–0-s győzelmet arattak az első találkozón, így a következő fordulóba ők jutottak tovább. Ebben a szezonban még hatszor kapott szerepet az Európa-liga kiírásában, december 15-én első gólját szerezte meg ebben a kiírásban a Shamrock Rovers elleni idegenbeli 4–0-s kimenetelű győztes mérkőzésen.
2011. december 29-én csapattársával, Ryan Masonnel megállapodást kötöttek a Millwall egyletével, miszerint 2012. január 1-től kölcsönben a másodosztályú gárdában folytatják pályafutásukat a szezon végéig. A Bristol City elleni első találkozójáról Kenny Jackett, a csapat edzője így vélekedett: „Nagyon jól debütált, de nem szerencsés, hogy nem szerzett gólt”. Továbbá hozzátette: „Remek kiegészítő ember az egyesület számára a szezon második felében”. A támadó a bajnokság hátralévő 14 mérkőzésén 7 gólt szerzett. Összességében 27 meccsen 9 találat fűződött a nevéhez, melynek eredményeként a 2011–2012-es idényben az év fiatal játékosának választották a klubban. Többek között a szezon vége felé szerzett góljainak is köszönhető, hogy a Millwall nem esett ki a bajnokságból.
A 2012–2013-as Premier League előszezonját nevelőegyesületénél töltötte. 2012. augusztus 10-én mesterhármast ért el a Southend United elleni 6–0-ra megnyert felkészülési találkozón. Augusztus 18-án lépett pályára először az angol első osztályban a Newcastle United elleni bajnokin Sandro cseréjeként, ahol a Tottenham 2–1 arányban maradt alul.
2012. augusztus 31-én egy szezonra kölcsönben csatlakozott a szintén első ligás Norwich Cityhez, itt a West Ham United ellen debütált csereként. A második összecsapásán, a Doncaster Rovers ellen a Ligakupában lábközépcsont törést szenvedett. A 19 éves csatár a Tottenhamnél kezdte meg a felépülését, 2012. december 29-én azonban már visszatért a Norwich-hoz, ahol a Manchester City elleni találkozót a lelátóról nézte végig, csapata 4–3-ra kikapott. Mivel a Tottenham nem tudtott újabb támadókat szerződtetni a januári átigazolási időszakban, ezért 2013. február 1-jén visszahívta a kölcsönből.
20 nappal azután, hogy a Spurs visszarendelte soraiba, az idény hátralévő részében a Leicester Cityhez írt alá ugyancsak kölcsönszerződést, hogy segítse a csapatot feljutni a Championshipből az első osztályba. 2013. február 26-án hazai pályán mutatkozott be új klubjában a Blackburn Rovers elleni 3–0-ra megnyert bajnokin, melyen gólt is jegyzett. A kelet-közép-angliai klubban 13 alkalommal lépett pályára, ebből nyolcszor csereként, csapatával továbbá bejutott a rájátszás elődöntőjébe, melyet a Watford ellen vesztettek el.
A 2013–2014-es angol bajnokság során első gólját a White Hart Lane-en szerezte a Hull City elleni Ligakupa meccsen a hosszabbításban megítélt büntetőből, a mérkőzés 2–2-es döntetlennel zárult. A Spurs 8–7 arányban nyerte meg a tizenegyespárbajt, a kilenc büntetőből az ötödiket Kane a kapuba lőtte.
2014. április 7-én megszerezte első bajnoki gólját a Sunderland elleni 5–1-re megnyert ütközet 59. percében. A következő bajnoki meccsen, a West Bromwich ellen is betalált, mely során a Tottenham 3–0-s hátrányból 3–3-ra egyenlített ki. Április 19-én zsinórban harmadjára is sikerült találatot jegyeznie, a Fulham elleni 3–1-es győzelem alkalmával is eredményes tudott lenni.

##### Az év fiatal angol labdarúgója (2014–2015)

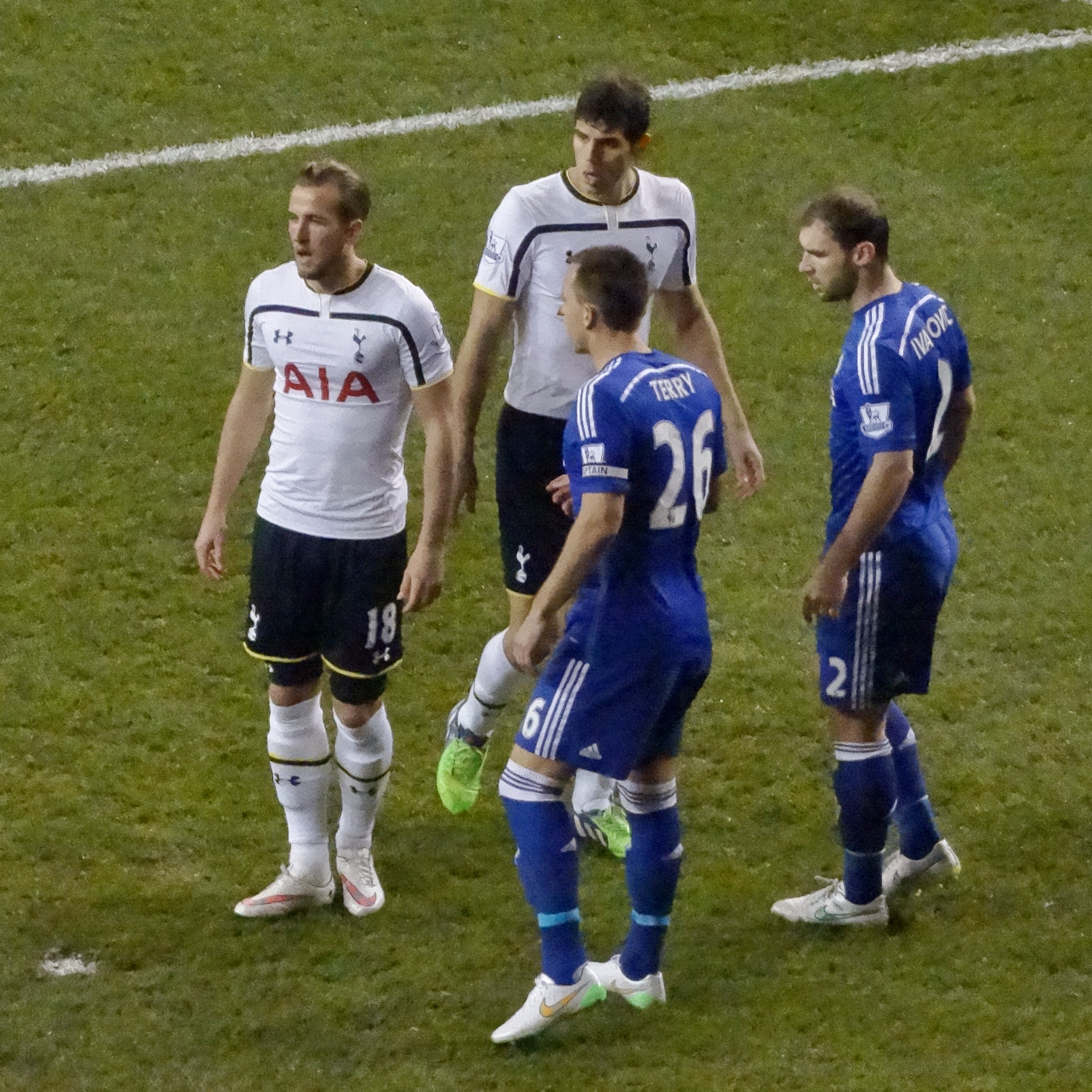
Kane (balra) a Chelsea elleni bajnokin, mely során kétszer volt eredményes.

A 2014–2015-ös évadban a bajnokság első fordulójában lépett először pályára a West Ham United ellen, a győztes gólt szerző Eric Diernek gólpasszt adva. Az Európa-liga rájátszásában a ciprusi AÉ Lemeszú ellen mindkét meccsen eredményes volt. Az első ütközet folyamán a 80. percben talált be, míg a második fordulóban a 3–0-ra megnyert találkozón az utolsó gólt szerezte, illetve büntetőt hibázott. 2014. szeptember 24-én a Ligakupában is gól fűződött a nevéhez a Nottingham Forrest ellen, a meccsen a Tottenham 3–1-re győzött. Október 23-án profi pályafutása első mesterhármasát jegyezte az Asztérasz Trípolisz elleni, 5–1-re végződő Európa-liga-csoportmeccsen. A mérkőzés utolsó három percében kénytelen volt kapus poszton játszani, miután Hugo Llorist kiállították, és a londoni egyletnek már nem volt cserelehetősége. Egy gólt kapott, miután Jerónimo Barrales szabadrúgása után kiejtette kezéből a labdát.
November 2-án közvetlenül a második félidő kezdetekor állt be az Aston Villa ellen, a 90. percben szerzett idénybeli első bajnoki gólja a Spurst 2–1-es győzelemhez segítette. Egy héttel később először nevezték a kezdőcsapatba, a Stoke City ellen ugyanakkor 2–1-es vereséget szenvedtek. A továbbiakban megtartotta helyét a kezdő tizenegyben, a november 23-i Hull City elleni találkozón, mely 2–1-es győzelemmel zárult számukra, csapata egyenlítő gólját szerezte. December 14 és 26 között vele a kezdőben a Tottenham háromszor aratott 2–1 arányú győzelmet a Swansea City, a Burnley és a Leicester City felett. 2015. január 1-jén a Chelsea ellen kétszer volt eredményes és egy tizenegyest is kiharcolt, a Spurs pedig 5–3-ra nyerte meg a meccset. Január 31-én szintén két találatot jegyzett a West Bromwich Albion elleni 3–0-s győzelem során, közülük egyet büntetőből. Január 28-án gólpasszt adott a mérkőzés hajrájában Christian Eriksennek a Sheffield Wednesday elleni Ligakupa találkozón, melynek következtében a gárda bejutott a döntőbe. Kiváló teljesítményének köszönhetően a januári hónap játékosának választották a Premier League-ben.
Február 2-án új, öt és félévre szóló szerződést írt alá klubjával. Öt nappal később két gólt jegyzett az Arsenal elleni városi rangadón, mely során a Spurs hátrányból nyerte meg az összecsapást 2–1-re. Minden sorozatot tekintve szezonbeli 22. és 23. találatát szerezte. Miután bevette az Arsenal, a Liverpool és a West Ham United kapuját is, a februári hónap játékosának is megválasztották. Ő volt a negyedik játékos Angliában, aki két egymást követő hónapban elnyerte a díjat. Március 1-jén a Ligakupa fináléjában a Tottenham 2–0-ra kapitulált a Chelsea ellen, ezt a vereséget a világ legrosszabb érzésének minősítette. Húsz nappal később ismét mesterhármast szerzett a Leicester City elleni otthoni 4–3-as győztes bajnokin, ezzel 19 gólig jutott a szezonban, mellyel egyúttal a bajnokság gólkirálya is lett.
Április 5-én először volt csapata kapitánya a Turf Mooron zajló Burnley elleni 0–0-val záródó meccsen. Két héttel később megszerezte 30. gólját minden sorozatot tekintve a Newcastle United elleni 3–1-es győzelem alkalmával a St James’ Parkban, ezzel ő volt az első játékos, aki elérte ezt a mérföldkövet Gary Lineker 1991–1992-es szezonbeli teljesítménye után. Később ebben a hónapban bekerült Diego Costával egyetemben az év Premier League csapatába, továbbá Az év fiatal angol labdarúgója díjat is elnyerte. Május 24-én, a bajnokság utolsó fordulójában Eric Dier beadását követően juttatta a kapuba a labdát az Everton ellen idegenben, megerősítve így a Tottenham ötödik helyét a bajnokságban, ezzel a gárda pedig kvalifikálta magát a következő évi Európa-liga küzdelmeibe. Az első osztályban a 21. találatát jegyezte, ez által beérte Teddy Sheringham, Jürgen Klinsmann és Gareth Bale rekordját. A szezon végeztével megjegyezte, hogy többet tett hozzá a játékhoz a bajnokságban, mint amely teljesítményt önmagától elvárt.

##### A Premier League gólkirálya (2015–2016)

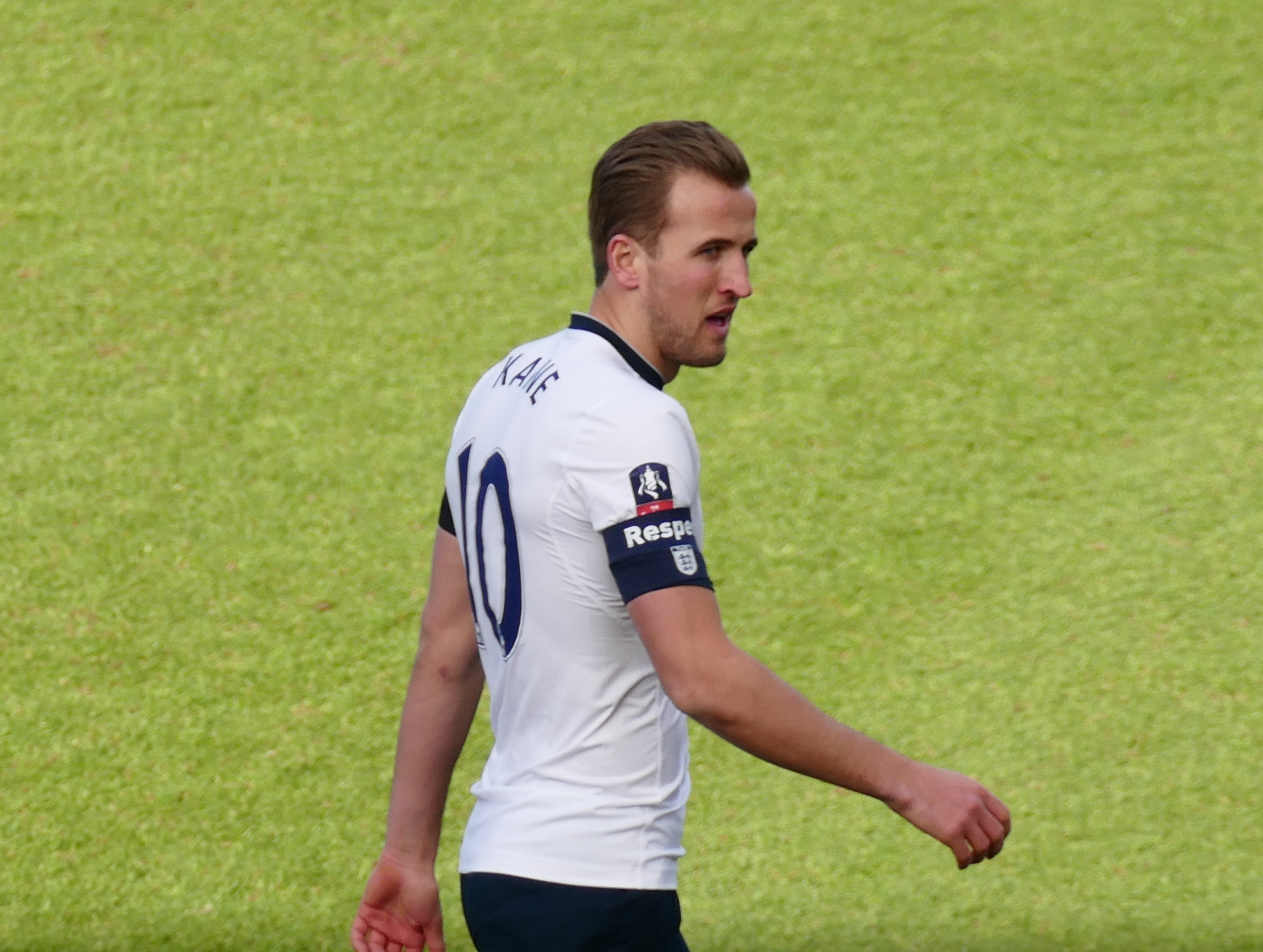
A Tottenham csapatkapitányaként 2016-ban. Ebben a szezonjában kapta meg a 10-es mezszámot

A Tottenham csapata Ausztráliában töltötte a nyári előszezont. Kane számos szurkolót vonzott a mérkőzésekre a kontinensen, az egyesület egy kisbuszt is kiállított a Westfield Sidney bevásárlóközpont előtt, hogy az ottani rajongóinak lehetősége adódjon találkozni kedvencükkel. 2015. július 29-én a Spurs az MLS All Star csapat vendége volt a coloradói Dick's Sporting Goods Parkban, ahol 2–1-es vereséget szenvedett. A csatár a 37. percben szerezte a szépítő találatot Omar Gonzalezt kicselezve, a 77. percben cserélték le a találkozó folyamán.
A bajnokság kezdetén a 18-as dressz helyett megkapta a 10-es számút, melyet előtte Emmanuel Adebayor viselt. A The Daily Telegraphnak adott interjújában elmondta, hogy azért változtatta meg a mezszámát, mert ő is klublegendává akar válni. Miután a Spurs megvált Adebayortól és Roberto Soldadótól is, az új idényben a klub egyetlen csatára volt, és a harmadik számú csapatkapitány-helyettessé lépett elő Hugo Lloris és Jan Vertonghen után. Szeptember 26-án 748 perc góltalansági széria után tört meg a jég, miután a bajnokságot vezető Manchester City ellen volt eredményes a 4–1-es győztes meccsen. Nyolc nappal később Jonjo Shelvey szöglete után öngólt szerzett a Swansea City elleni bajnokin, a Tottenham ennek ellenére is 2–2-es döntetlent ért el.
2015. október 25-én mesterhármast produkált a Bournemouth elleni idegenbeli 5–1-re megnyert összecsapáson, az első percben már büntetőből volt eredményes. Nyolc nap telt el, és az Aston Villa elleni hazai bajnokin csapata utolsó gólját szerezte a 3–1-es győzelemmel véget érő mérkőzésen. 2015. november 8-án az Emirates Stadionban a Tottenham vezetést szerzett az első félidő során az Arsenal ellen, Danny Rose hosszú passzából Petr Čech mellett elgurítva juttatta a kapuba a labdát a csatár. A rangadó 1–1-es döntetlennel zárult.
Tizennyolc nappal ezután hatodik mérkőzésén a kilencedik találatát jegyezte, miután a Qarabağ elleni küzdelmet megnyerve idegenben csapata kvalifikálta magát az Európa-liga egyenes kieséses szakaszába. 2015. december 19-én 100. alkalommal lépett pályára klubjában a Southampton elleni 2–0-s idegenbeli győzelem során, és szezonbeli tizedik találkozóján a tizedik gólját szerezte meg. Egy héttel később korábbi kenyéradója, a Norwich City ellen duplázott, így a 2015-ös esztendőt tekintve összesen 27 találat fűződött a nevéhez a Premier League-ben, ezzel pedig megdöntötte Teddy Sheringham rekordját is. 2016. január 10-én a Tottenham színeiben megszerezte 50. gólját, ekkor az FA-kupa harmadik fordulójában a Spurs 2–2-es döntetlent játszott a Leicester City ellen.
2016 márciusában harmadjára volt a hónap játékosa a bajnokságban, miután négy meccsen öt gólt jegyzett, köztük egyet az Arsenal ellen. Április 2-án, a Liverpool elleni 1–1-es döntetlen alkalmával az Anfield Stadionban 22. bajnoki találatát szerezte meg, ezzel a klub legjobb góllövője lett egy idényt tekintve, a szezonból pedig ekkor már csak hat mérkőzés volt hátra.
Végül az angol bajnokság Aranycipőjének megnyerésével zárta a szezont 25 góllal, egy találattal megelőzve Sergio Agüerót és Jamie Vardyt. Helyet kapott az év Premier League csapatában is, mivel a londoni klubot bronzéremhez segítette, mely így Bajnokok Ligája szerepléssel ért fel.

##### Bajnoki ezüstérem és a második gólkirályi cím (2016–2017)

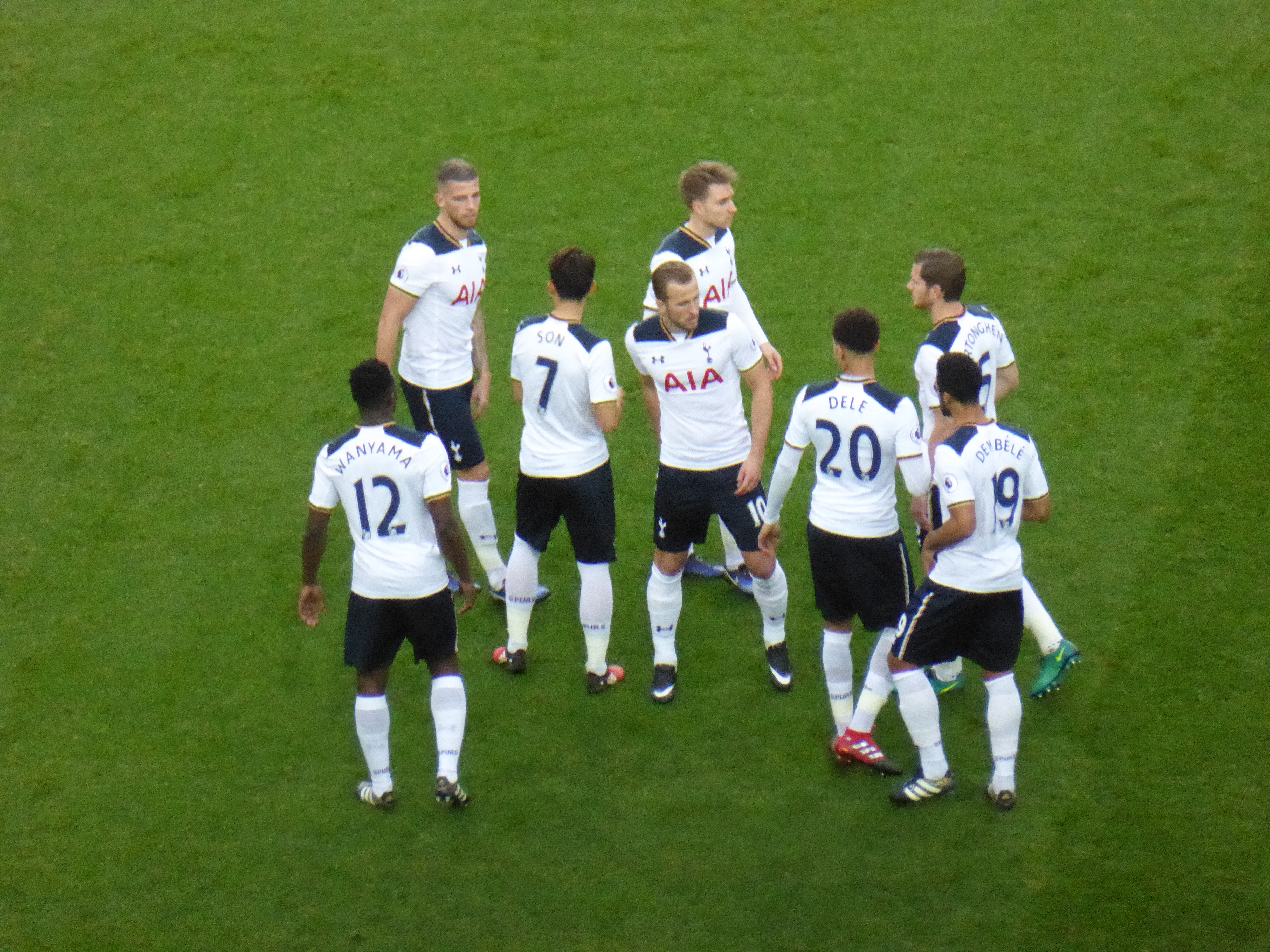
Kane (középen) csapattársaival a Manchester United elleni mérkőzés előtt az Old Traffordon 2016 decemberében

A 2016–2017-es bajnokság nyitómérkőzésén Hugo Lloris távollétében ő volt a csapatkapitány a Crystal Palace elleni 1–0-ra megnyert hazai találkozón, ahol Victor Wanyamának egy gólpasszt is kiosztott. A Premier League negyedik fordulójában nyitotta meg a gólcsapot a Stoke City elleni 4–0-s idegenbeli győzelem alkalmával, a meccs utolsó találatát szerezte.
2016. szeptember 14-én debütált az UEFA-bajnokok ligája sorozatában, a Wembley Stadionban a Spursre 2–1-es vereséget mért az AS Monaco gárdája. Négy nap múlva a Sunderland elleni bajnokin győztes gólt jegyzett, továbbá a mérkőzés folyamán kifordult a jobb bokája Papy Djilobodji szerelését követően, melynek következtében hordágyon vitték le a pályáról. A jelentések szerint bokájában az ínszalagok sérültek meg, így 6–8 hetes kényszerpihenő várt rá. Miután öt bajnoki és három Bajnokok Ligája csoportmérkőzést kihagyott, november 6-án tért vissza az Arsenal elleni rangadón, tizenegyesből szerzett gólt, az összecsapás 1–1-es döntetlennel zárult. November 22-én megszületett első Bajnokok Ligája találata a Monaco ellen a II. Lajos Stadionban, ugyanakkor a Tottenham 2–1-re kikapott, mely így a sorozattól való búcsúját jelentette.
2016. december 1-jén 2022-ig hosszabbított klubjával. 2017. január 1-jén 100. alkalommal lépett pályára az angol első osztályban, a Watford ellen pedig be is talált a 33. percben. Január 14-én, kislánya megszületése utáni első meccsén, a West Bromwich Albion ellen mesterhármast jegyzett a 4–0-s győzelem során. Február 19-én az FA-kupa ötödik fordulójában klubja mindhárom gólját ő szerezte a Fulham ellen. Ez volt pályafutása ötödik, míg a 2017-es esztendőben a második mesterhármasa. Február 26-án ismét három gól fűződött a nevéhez a Stoke City elleni 4–0-s diadal során, így kilenc meccs során három alkalommal ismételte meg ezt a sikert. 2017 februárjában negyedjére lett pályafutása során a hónap játékosa.
2017 márciusában megsérült a bokája egykori csapata, a Millwall elleni FA-kupa mérkőzésen. Április 15-én, egy hónappal azután, hogy visszatért sérüléséből, a Bournemouth ellen 20. bajnoki gólját szerezte az idényben. A Premier League történetének negyedik olyan játékosa lett, aki három egymást követő szezonban 20 gólt ért el Alan Shearer, Thierry Henry és Ruud van Nistelrooy után.
Április 20-án harmadik egymást követő idényében került be az év Premier League csapatába, továbbá egyike volt azon hat játékosnak, akit jelöltek az angol első liga legjobb játékosának, illetve fiatal játékosának. Két nap telt el és az FA-kupa elődöntőjében a Wembley Stadionban két találattal vette ki a részét a Tottenham 4–2-es vesztes meccsén a Chelsea ellen. Május 14-én, az idény utolsó hazai megmérettetésén mindkét gólt ő szerezte a Manchester United ellen, mely mérkőzés 2–1-es végeredménnyel zárult a javukra. Két találkozó maradt hátra a bajnokságból, Kane pedig 22 találatával kettővel volt lemaradva Romelu Lukakutól a góllövőlista első helyéről. A következő két meccsen – a regnáló bajnok Leicester City elleni 6–1-es, illetve a Hull City elleni 7–1-es siker alkalmával – hétszer talált be, így a Premier League gólkirálya volt 29 találattal, ez által zsinórban másodjára nyerte el az Aranycipőt, és az ötödik olyan játékos volt a ligában, aki két egymás követő évben a bajnokság élén tudott végezni.

##### A rekordállító év (2017–2018)

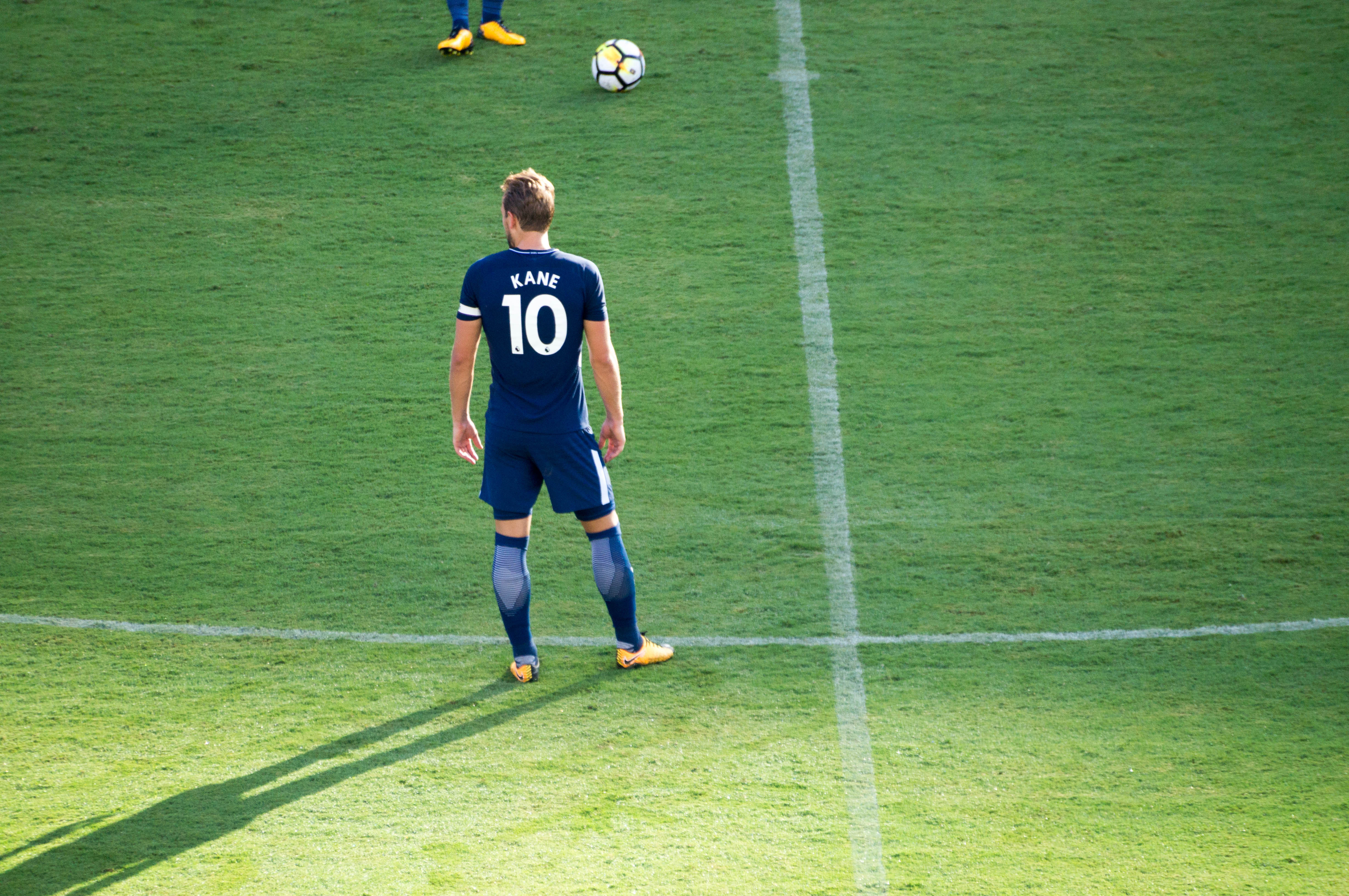
Egy előszezoni meccsen a Nissan Stadionban, Nashville-ben 2017 júliusában

Miután a Tottenham első három mérkőzésén még a kaput sem találta el, az ezt következő négy meccsén háromszor volt eredményes minden sorozatot figyelembe véve. A szeptember 9-i, Everton ellen szerzett találata a 169. pályára lépésén a 100. szerzett gólját jelentette. Szeptember 26-án megszerezte első mesterhármasát a Bajnokok Ligájában is a ciprusi bajnok, APÓEL elleni 3–0-ra megnyert találkozón. 2017 szeptemberében már ötödjére díjazták a Hónap játékosa címmel. Ebben a hónapban 10 klub- és válogatott fellépésén 13 gólt jegyzett, és karrierje legjobb időszakának titulálta ezt a hónapot.
December 23-án beérte Alan Shearert az egy évben szerzett 36 bajnoki találatával, miután a Burnley felett aratott 3–0-s idegenbeli győzelem alkalmával mindhárom gól az ő nevéhez fűződött. A következő, Southampton elleni 5–3-as kimenetelű győztes összecsapáson otthoni környezetben újra mesterhármast ért el, így megdöntötte Shearer csúcsát, összesen 39 Premier League góllal zárva az idényt. Az angol első osztályú bajnokság történetének első olyan játékosa lett ez által, aki hat mesterhármast (minden kiírást figyelembe véve összesen nyolcat) ért el egy év alatt. Az összes versenysorozatot tekintve 56 gólt termelt, így Európa legeredményesebb játékosává vált a 2017-es esztendőben, megdöntve Cristiano Ronaldo és Lionel Messi hét éves uralkodását ilyen téren.
2018 januárjában kétszer is betalált az Everton elleni hazai pályán elért 4–0-s győzelem során, így a Tottenham legjobb góllövőjévé avanzsált az első osztályt tekintve, mivel túlszárnyalta Teddy Sheringham 97 első osztályú találatát. Február 4-én elérte 100. gólját a Premier League-ben, a Liverpool ellen büntetőből egyenlített ki az Anfield Stadionban zajló 2–2-re végződő mérkőzésen. Ezt 141 mérkőzés alatt teljesítette, bár Sheringhamnek mindössze 124 pályára lépés volt hozzá szükséges. 2018 áprilisában negyedik alkalommal nevezték be az Év csapatába, a támadóharmadban Mohamed Szaláh-val és Sergio Agüeróval együtt szerepelt. Június 8-án 2024-ig kötelezte el magát klubja mellett egy új szerződés aláírásával.

##### A Bajnokok Ligája-döntő és a sérülések (2018–2020)
A szezonnyitó mérkőzésen a Newcastle United ellen nem szerzett gólt, a következő bajnokin, a Fulham ellen azonban már új idényében az első találatát jegyezte. Ezzel véget vetett annak a negatív sorozatának, hogy az augusztusi hónapban nem tudta bevenni az ellenfelek kapuját. Az Old Traffordon szintén gólt jegyzett a Manchester United ellen, mely során a Spurs 3–0-s győzelmet aratott, ami 1992 óta a klub harmadik idegenbeli diadala volt a Vörösök ellen, valamint az elmúlt 46 évet tekintve a legnagyobb arányú sikere vendégként. 2019. január 1-jén ő szerezte a Cardiff City elleni találkozó első gólját, ezzel pedig az első olyan játékos lett a gárdában, aki minden csapatnak betalált, melyekkel valaha találkozott. Január 13-án, a Manchester United elleni mérkőzés során a bokaszalagja sérült meg, így fontos meccseket volt kénytelen kihagyni, többek között a Bajnokok Ligája nyolcaddöntő első összecsapását is.
2019. február 23-án a Burnley elleni összecsapáson újra a kezdőben kapott szerepet, és a meccs egyenlítő gólját szerezte a 65. percben, csapata ennek ellenére 2–1-es vereséget szenvedett vendég környezetben. A Borussia Dortmund elleni nyolcaddöntő második mérkőzésén – melyet 2–0-ra nyertek meg – egyesülete második gólját jegyezte, így a Tottenham bejutott a sorozat negyeddöntőjébe 4–0-s összesítéssel. Ezzel a találatával már összesen 24-szer volt eredményes a kupasorozatban, mellyel európai szinten is klubja legeredményesebb játékosává vált. A negyeddöntő első meccsén, a Manchester City ellen ismét a bokája sérült meg, így az idényben már nem is tudott pályára lépni bajnoki megmérettetéseken. A Bajnokok Ligája-döntőjében azonban a sérülése miatti kritikák ellenére is a kezdőcsapatban kapott helyet, mely során a Liverpool ellen 2–0-ra kapitulált a londoni csapat.
A 2019–2020-as szezont két góllal indította az Aston Villa elleni 3–1-re megnyert hazai találkozón, így az ő nevéhez fűződik az első találat az új Tottenham Hotspur Stadionban. 2020. január 1-jén, a Southampton elleni idegenbeli 1–0-s vereség során ezúttal combizom sérülést szenvedett, emiatt néhány hónapot kellett kihagynia. A Covid19-pandémia miatt június 19-ig nem játszottak mérkőzéseket. Június 23-án, a Tottenham 200. Premier League találkozóján megszerezte első gólját a 2020-as esztendőben a West Ham United elleni 2–0-s győzelem alkalmával.

##### A harmadik Aranycipő és a Szezon legtöbb gólpasszt adó játékosa-díj (2020–2021)

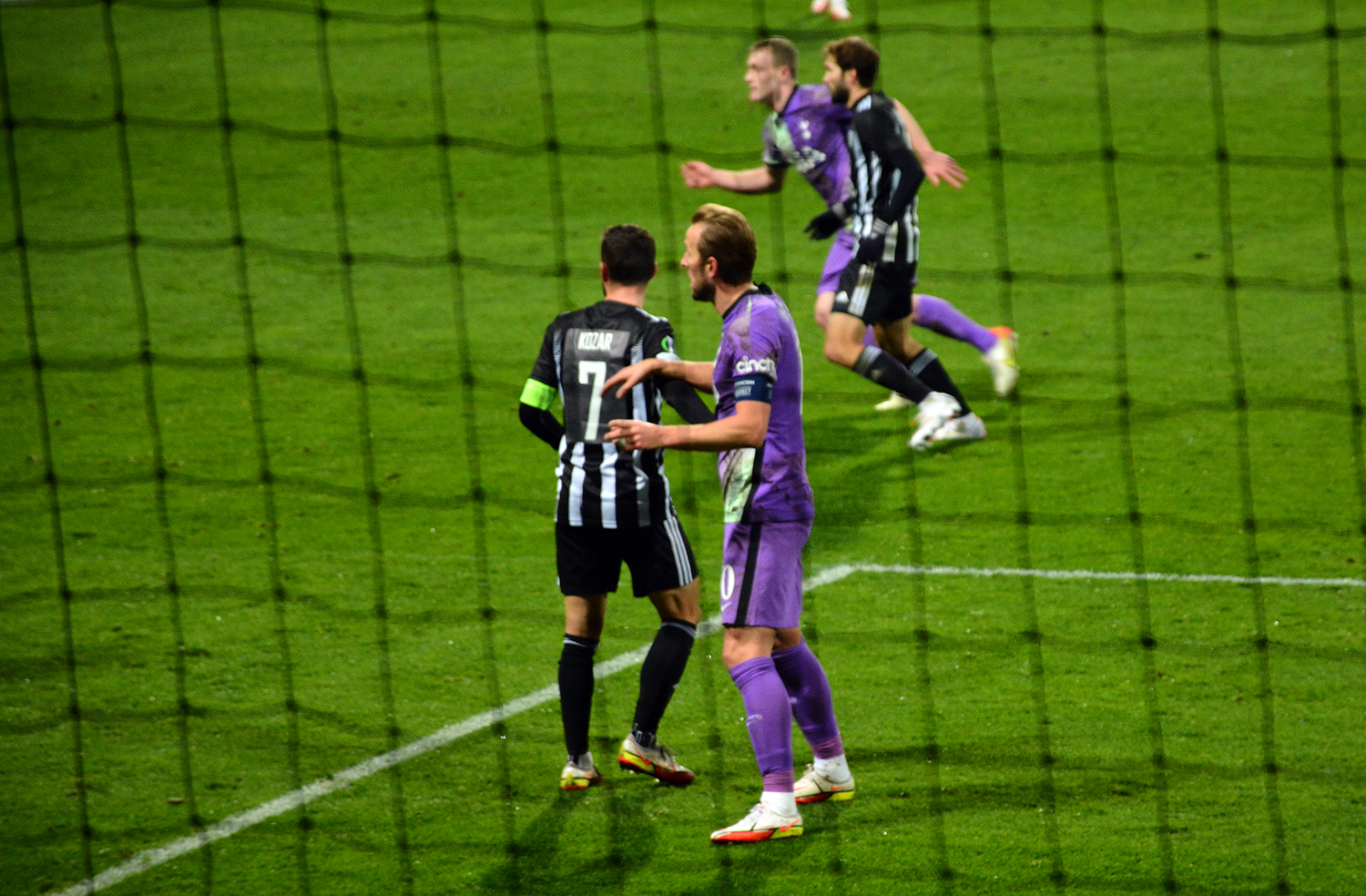
A Tottenham játékosaként 2021-ben

Első gólját a szezonban az Európa-liga selejtezőjében a Lokomotiv Plovdiv ellen szerezte, ezzel 2–1-re nyert a Spurs, miután az ellenféltől két játékos is piros lapot kapott a mérkőzés hajrájában. A Southampton elleni bajnokin négy gólpasszt osztott ki Szon Hungminnek, így a Tottenham 5–2-re diadalmaskodott. Ez volt az első alkalom a Premier League történetében, amikor egy játékos négy asszisztot osztott ki ugyanannak a csapattársának egy meccsen. Kane azonban csak a hatodik játékos az angol első ligában, akinek egyetlen meccsen négy gólpassz fűződik a nevéhez, ugyanakkor az első angol labdarúgó, aki elérte ezt.
Október 1-jén három gólt jegyzett a Makkabi Haifa elleni Európa-liga rájátszás alkalmával, bebiztosítva ezzel a Tottenham csoportkörben való indulását. Október 4-én betalált a Manchester United elleni idegenben elért 6–1-es kiütéses győzelem során is, mely eredmény a Tottenham legnagyobb arányú sikerét jelentette az Old Traffordon az 1932-ben zajló megmérettetés óta. A Ludogorec Razgrad elleni hazai, 3–1-es győzelemmel véget érő Európa-liga találkozón 300. mérkőzésén a 200. gólját szerezte a londoni gárda színeiben. Szintén betalált az Arsenal elleni 2–0-s bajnoki siker során, ezzel 11 góljával az észak-londoni derbik történetének legeredményesebb játékosa lett. Ez volt a 100. hazai pályán szerzett gólja a Tottenhamben, minden sorozatot tekintve pedig már összesen 250 gólt termelt.
2021. január 2-án büntetőből volt eredményes, illetve kiosztott egy gólpasszt a Leeds United elleni hazai pályán zajló 3–0-s győztes bajnoki mérkőzésen. Ezzel góljainak és gólpasszainak száma is elérte a tizet, így az öt legjobb európai bajnokságot tekintve az első olyan játékossá vált, aki mindkét statisztikából kétjegyű számot produkált egy idény alatt. Március 7-én a Crystal Palace elleni 4–1-es siker során újra gólpasszt adott Szon Hungminnek, így ketten együtt már 14 assziszttal szolgálták ki egymást, mellyel rekordot is döntöttek az angol első osztály történetében. Május 23-án a Leicester City elleni 4–2-es győzelem alkalmával is eredményes volt, szezonbeli 23. találatát elérve, mellyel elnyerte az Aranycipőt is. Ezenkívül a szezon legtöbb gólpasszt adó játékosa díjat is megkapta, melyet annak a játékosnak osztanak ki minden idény végén az angol első ligában, aki a legtöbb gólpasszt jegyzi. Kane a harmadik olyan játékos lett a Premier League-ben, aki egy szezonban megkapta az Aranycipőt és a szezon legtöbb gólpasszt adó játékosa díjat is.

##### A távozásáról szóló hírek (2021–2022)

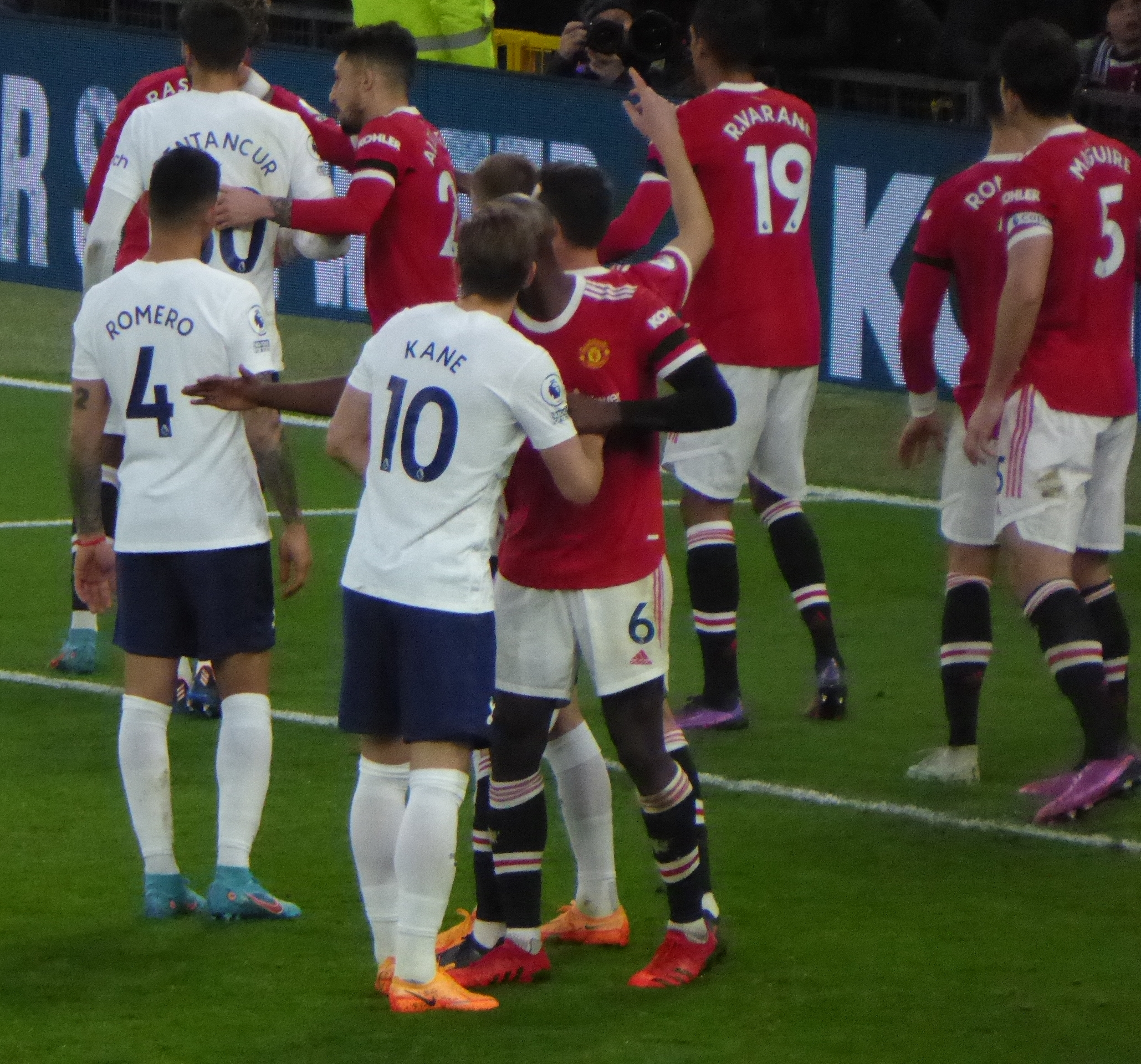
Kane (10-esben) a Tottenham Hotspur színeiben 2022-ben

A 2021–2022-es szezont vita előzte meg Kane távozási szándéka miatt, elmondása szerint ugyanis megállapodott ezzel kapcsolatban Daniel Levy elnökkel. Elhatározását azonban Levy tagadta, aki elutasította a Manchester City ajánlatát is. Az előszezoni edzésre Kane nem ment el, és az idény első két meccsén nem lépett pályára. A Wolverhampton Wanderers ellen játszotta idénybeli első mérkőzését, csereként állt be a találkozó folyamán. Augusztus 25-én megerősítette, hogy a klubnál marad, másnap pedig már a kezdőcsapatban kapott helyet a Konferencia Ligában a Paços de Ferreira elleni 3–0-s győztes találkozón, mely során kétszer is betalált, ezzel bebiztosította csapata továbbjutását a csoportkörbe. Szeptember 30-án a csoportkör második mérkőzésén 20 perc alatt mesterhármast ért el a Mura ellen, miután a második félidőben állt be, a Tottenham így 5–1-re győzött.
2021. október 17-én megszerezte első bajnoki gólját a Newcastle United elleni 3–2-es győztes találkozón. December 19-én második találatát jegyezte a Liverpool ellen hazai pályán, a mérkőzés 2–2-es döntetlennel ért véget, az első gól fűződött a nevéhez. 2022. február 19-én kétszer talált a kapuba a Manchester City elleni 3–2-re megnyert meccsen idegenben, egyiket a 95. percben szerezte. Ezzel véget ért a City 15 meccsig tartó veretlenségi sorozata a bajnokságban. Február 26-án eredményes volt a Leeds ellen és Szonnak gólpasszt adott; ez volt a 37. alkalom, amikor mindketten gólt szereztek, ezzel új rekordot állítottak fel a Premier League-ben.

##### Az utolsó szezon Londonban (2022–2023)
Kane a Chelsea elleni derbin kezdte a gólgyártást, pontot mentett csapatának azzal, hogy a mérkőzés utolsó perceiben kiegyenlített. Ezzel a góllal beállította Sergio Agüero rekordját, hiszen 184. gólját szerezte egyetlen Premier League-klub színeiben. A következő mérkőzésen meg is döntötte a rekordot, hiszen a Wolverhampton Wanderers ellen a mérkőzés egyetlen gólját szerezte. Ezzel ő lett az első játékos, aki egy Premier League-csapatban 185. angol bajnoki gólját lőtte meg. 2023. február 5-én a Tottenham közölte, hogy ő lett minden idők legeredményesebb játékosa a csapatnál megelőzve Jimmy Greaves-t, mivel összességében 267., a Premier League-ben pedig 200. gólját szerezte a Manchester City ellen. Ezt azonban vitatták, hiszen a csapat nem számolta bele Greaves 1962-es angol szuperkupán szerzett két gólját. 2023. március 11-én, a Nottingham Forest ellen két gólt is szerzett, amellyel már vitathatatlanul új rekordot állított fel. A 2022–2023-as szezon végén második helyen végzett Erling Haaland mögött a Premier League góllövőlistáján, 30 szerzett góllal. Ezzel ő lett az első játékos, aki két különböző, 38 mérkőzésből álló Premier League-szezonban is harminc gól felett termelt.
2023 júniusában a német Bayern München 70 millió fontos ajánlatot tett az angol válogatott támadóért, amit végül elutasítottak, mivel a játékosnak egy év még volt hátra a szerződéséből. 2023 júliusában bekerült a Tottenham szezon előtti tesztmérkőzésekre készülő keretébe. 2023. augusztus 6-án négy gólt szerzett a Sahtar Doneck ellen 5–1-re megnyert felkészülési mérkőzésen. Egy nappal később ismét ajánlat érkezett a Bayern csapatától, amit a Tottenham visszautasított.
Augusztus 10-én bejelentették, hogy a Bayern és a Tottenham állítólag mindenben megegyezett Kane-ről, aki több mint 100 millió euróért vált majd klubot. Később a játékos távozását az angol klub vezetőedzője, Ange Postecoglou is megerősítette egy sajtótájékoztatón keresztül. Ugyanezen a napon bejelentették, hogy Kane orvosi vizsgálaton vesz részt Münchenben, miután a Tottenham engedélyt adott arra, hogy a játékos elutazzon. Augusztus 12-én Kane egy búcsúvideóban megköszönte a Tottenham munkatársainak és szurkolóinak a klubnál eltöltött éveket. Az angol klub nem sokkal később hivatalos közleményt adott ki, amelyben megköszönték Kane szolgálatát. Daniel Levy, a klub elnöke azt is megemlítette, hogy Kane új kihívásra vágyott, és úgy döntött, hogy nem hosszabbít a csapattal.

#### Bayern München

##### Első szezonja és a az első Európai aranycipő-díj (2023–2024)
2023. augusztus 12-én jelentette be hivatalosan szerződtetését a Bayern München, amely négy évre szóló szerződést kötött az angol válogatott támadóval, 110 millió euróért cserébe. Ezzel a Bayern München és a német Bundesliga legdrágább játékosává vált. Ugyanezen a napon este csereként lépett pályára az RB Leipzig elleni 3–0-ás Német szuperkupa vereség alkalmával, a 63. percben Mathys Telt váltva. Első bajnoki mérkőzésén gólt és gólpasszt jegyzett a Werder Bremen ellen. Első hazai mérkőzésén két gólt szerzett az FC Augsburg ellen, az elsőt tizenegyesből. Ezzel ő lett a harmadik Bayern München-játékos Gustav Jung és Adolfo Valencia után, aki első két mérkőzésén háromszor is betalált az ellenfelek kapujába. Szeptember 15-én 300. klubcsapatokban szerzett gólját ünnepelhette a Bayer Leverkusen elleni bajnoki során. Öt nappal később meglőtte első Bajnokok Ligája-találatát a müncheniek színeiben, a Manchester United ellen. Szeptember 23-án első mesterhármasát szerezte a VfL Bochum elleni bajnokin, emellett két gólpasszt is kiosztott, így ő lett a klub első játékosa, aki az első öt bajnokiján hétszer is eredményes tudott lenni. 2017 decembere óta ez volt az első mesterhármasa a bajnoki meccseket figyelembe véve. Október 28-án szintén mesterhármast jegyzett az és gólpasszt adott a Darmstadt 98 elleni 8–0-ra megnyert mérkőzés első félidejében, egyiket a saját térfeléről szerezve.
2023. november 4-én, megszerezte harmadik egymás utáni mesterhármasát a Der Klassikeren történő debütálása során, amely 4–0-ás győzelemmel végződött számukra a Borussia Dortmund ellen. 10 meccsen 20 gólban való részvétellel – ebből 15 gól –, három Bundesliga-rekordot megdöntött, és beállította Gerd Müller 1968–1969-es idénybeli rekordját. Négy nappal később duplázott a Galatasaray elleni 2–1-es győzelem során, ezzel klubja bebiztosította továbbjutását a Bajnokok Ligája egyenes kieséses szakaszába. AZ FC Heidenheim elleni duplájával ő lett az első játékos, aki 11 Bundesliga-szezonbeli mérkőzés után 17 gólt szerzett. November 24-én az FC Köln elleni győzelem során jegyzett 18. bajnoki góljával egy szezont figyelembe véve a Bundesliga történetének legtöbb gólt szerző angol játékosa lett, megelőzve Kevin Keegant és Jadon Sanchót.
2024. január 12-én, a TSG Hoffenheim elleni győzelem során szerzett 22. bajnoki góljával beállította Robert Lewandowski rekordját a szezon első felében jegyzett gólok tekintetében. Február 3-án szintén eredményes volt a Borussia Mönchengladbach elleni 3–1-es győzelem során, ezzel beérte Luca Toni 24 gólos rekordját a klub színeiben a 2007–2008-as debütáló szezonjában, február 18-án pedig ezt is megdöntötte egy góllal a Bochum elleni 3–2-es vereség alkalmával. Március 9-én megszerezte idénybeli negyedik mesterhármasát – az elsőt ebben az évben – a Mainz 05 elleni 8–1-es kiütés során. Ezzel ő lett az első újonc játékos, aki nyolc különböző meccsen is legalább két találatot jegyzett. Március 16-án új egyéni csúcsot állított fel a bajnokságban szerzett gólok terén: a Darmstadt 98 elleni meccsen egy gólt lőtt az 5–2-es győzelem során, így az idénybeli góljainak száma 31-re nőtt. Ezzel megdöntötte Uwe Seeler rekordját is, akinek 30 gól fűződik a nevéhez első Bundesliga-szezonjában.
2024. május 3-án bejelentették, hogy  bekerült a Bundesliga év csapatába, ami már a hetedik hivatalos idénybeli válogatott elismerése volt pályafutása során – és az első olyan alkalom, amikor több különböző bajnokságban is sikerült ezt elérnie. A Bundesliga első idényében szerzett 36 góljával elnyerte az Európai aranycipőt, ezzel Kevin Phillips után a második angol játékos lett, aki megkapta ezt az elismerést. Emellett a Bajnokok Ligája gólkirálya is lett, Kylian Mbappéval holtversenyben, 8 góllal. A sorozat év csapatába is beválasztották.

#### Az első bajnoki cím (2024–2025)

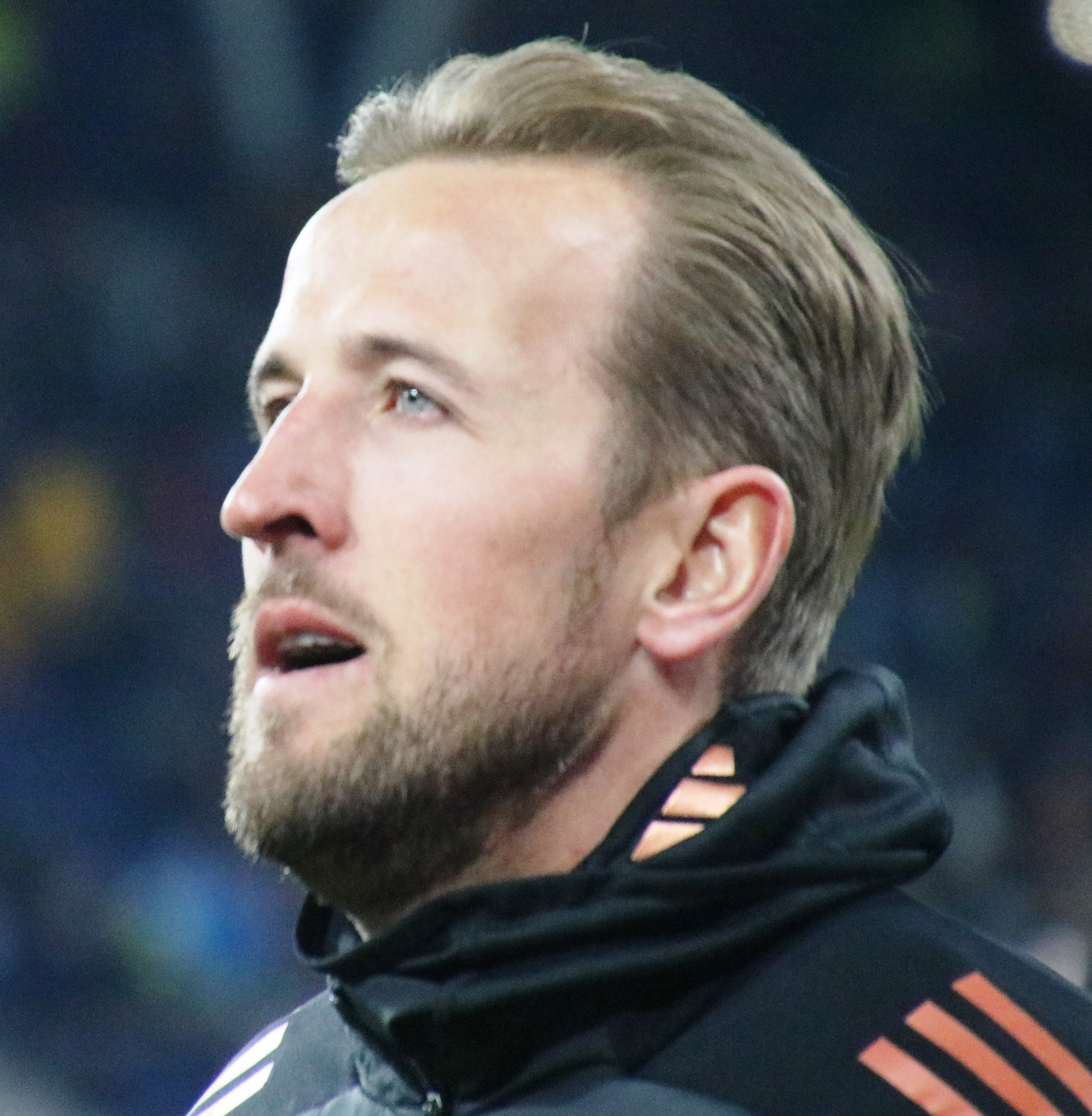
A Bayern München színeiben 2025-ben

2024. augusztus 16-án szezonbeli első gólját jegyezte a német kupa első meccsén az SSV Ulm 1846 ellen, amely 4–0-s győzelemmel ért véget számukra. Első bajnoki gólját az SC Freiburg ellen szerezte büntetőből, csapata 2–0-ás győzelmet aratott. Szeptember 14-én megszerezte szezonbeli első mesterhármasát tizenegyesből a frissen feljutott Holstein Kiel elleni 6–1-es győzelem során, ami azt is jelentette, hogy minden Bundesliga-csapat ellen legalább egyszer volt eredményes, amely ellen játszott. Három nappal később sorozatban második mesterhármasát jegyezte, amikor háromszor büntetőből talált be négy góljából a Dinamo Zagrebnek a 9–2-es győzelem során a Bajnokok Ligája-szezonjának első mérkőzésén. 33 góljával ő lett a Bajnokok Ligája legtöbb gólt szerző angol játékosa, megdöntve Wayne Rooney korábbi, 30 gólos rekordját. Szeptember 21-én eredményes volt a Werder Bremen elleni 5–0-ás győzelem során, így a Bundesliga legtöbb gólt szerző angol játékosa lett, megelőzve Jadon Sanchót. November 22-én újra mesterhármast szerzett az FC Augsburg ellen, ezzel ő lett az a játékos, aki a  leghamarabb érte el az 50 gólt a Bundesligában. 43 Bundesliga-mérkőzésen 50 gólt szerzett, megdöntve Erling Haaland 50 meccsen jegyzett 50 gólos rekordját. Következő Bundesliga-rekordja az lett, hogy 50 mérkőzésen 55 gólt szerzett, miután kétszer is betalált a Holstein Kiel elleni 4–3-as győzelem során.
2025. május 4-én megszerezte első komolyabb trófeáját, a 2024–2025-ös Bundesliga-bajnoki címet. Bár az RB Leipzig elleni meccset kihagyta eltiltás miatt (túl sok sárga lapja volt), a Bayer Leverkusen csak döntetlent játszott a Freiburg ellen, így a Bayern München már két fordulóval a vége előtt bajnok lett. Május 11-én hivatalosan is megszerezte pályafutása első trófeáját, miközben a Bayern ünnepelte a bajnoki címet. Zsinórban másodszor lett gólkirály, és a szezon során nyújtott kiemelkedő teljesítménye miatt a Bundesliga év játékosának is megválasztották.

### A válogatottban

#### Korosztályos válogatottak

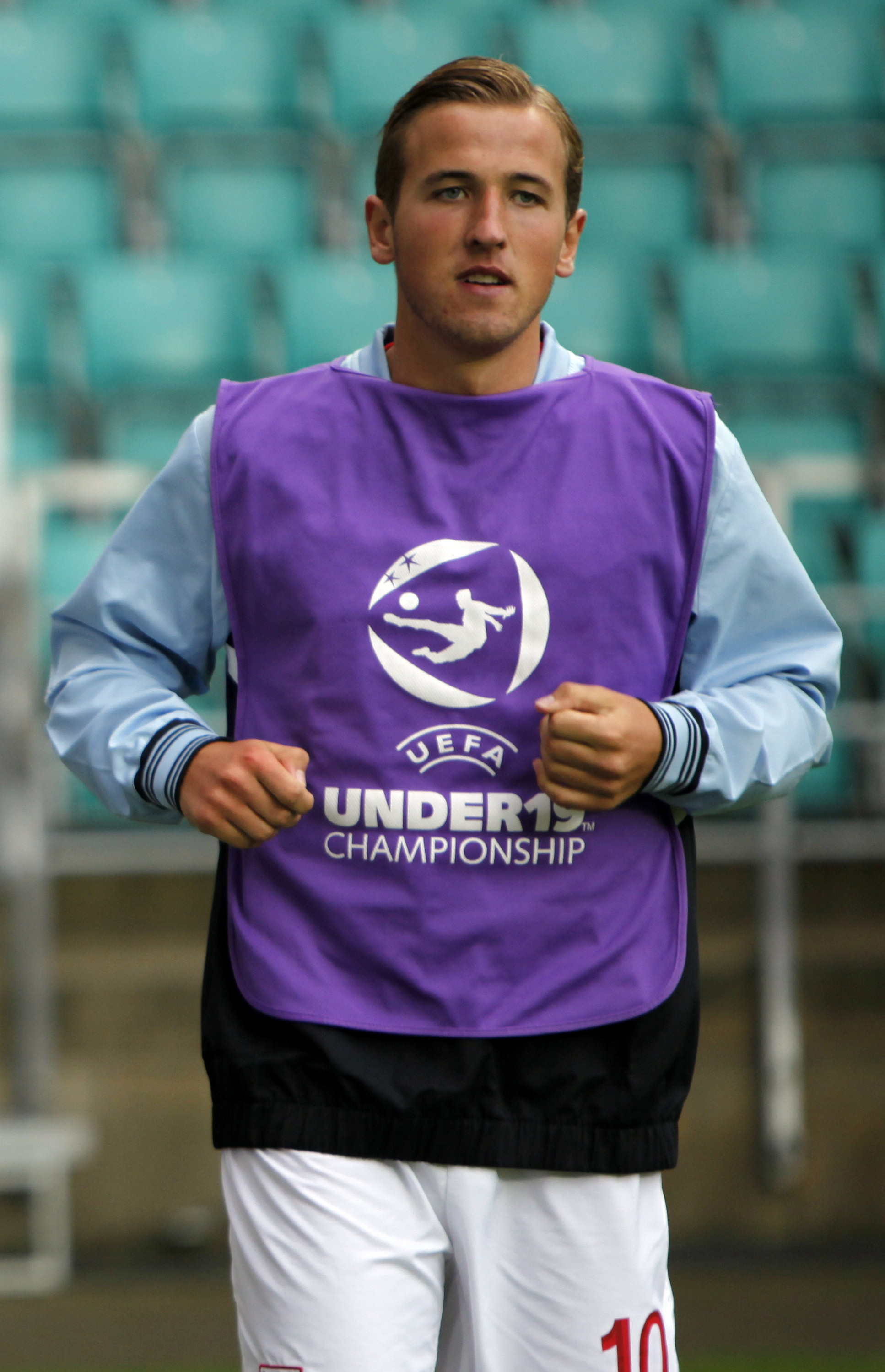
Anglia színeiben bemelegítés közben a 2012-es U19-es Európa-bajnokságon

2010 januárjában az U17-es válogatott keretébe hívták be először a portugál Algarve Tornára. Betegsége miatt lemaradt a 2010-es Európa-bajnokságról, távollétében Anglia megnyerte a tornát. Később az U19-esek közé is bekerült, ahol 2010. október 8-án Albánia ellen kétszer is eredményes volt a 6–1-es győztes kimenetelű meccsen. Nagy szerepet játszott abban, hogy a 19 éven aluliak 2012-ben az Európa-bajnokságon az elődöntőig meneteltek Észtországban. Az utolsó csoportmérkőzésen Franciaország ellen ő szerezte a győztes gólt, így jutott be az angol gárda az elődöntő küzdelmeibe. Összesen 14 alkalommal szerepelt az U19-es válogatottban és hatszor volt eredményes.
2013. május 28-án az U20-as világbajnokságra Peter Taylor őt is benevezte a 21 fős keretbe. Június 16-án debütált a csapatban, az Uruguay elleni felkészülési mérkőzésen az angol válogatott 3–0-ra nyert. 2013. június 23-án az Irak elleni nyitómérkőzésen gólpasszt osztott ki Luke Williamsnek, majd a következő, Chile elleni összecsapáson Ross Barkley passzát átvéve a tizenhatoson kívülről szerzett gólt. 2013. augusztus 13-án lépett pályára első alkalommal az U21-es csapatban Skócia ellen, mely meccsen az 58. percben állt be csereként, Anglia pedig 6–0-s diadalt aratott. Október 10-én, az U21-es Európa-bajnokság selejtezőjén San Marino ellen háromszor is betalált. Franciaország ellen szintén eredményes tudott lenni, így az U21-es gárdában összességében 12 találkozón 13-szor talált be.
2015-ben Mauricio Pochettino ellenzésére helyet kapott a Csehországban zajló U21-es Európa-bajnokság keretébe. Minden mérkőzést végigjátszott, Anglia azonban már a csoportkör után kénytelen volt hazautazni, mivel a kvartett utolsó helyén végzett.

#### Felnőtt válogatott

##### Debütálása és az első nagy tornái (2015–2018)

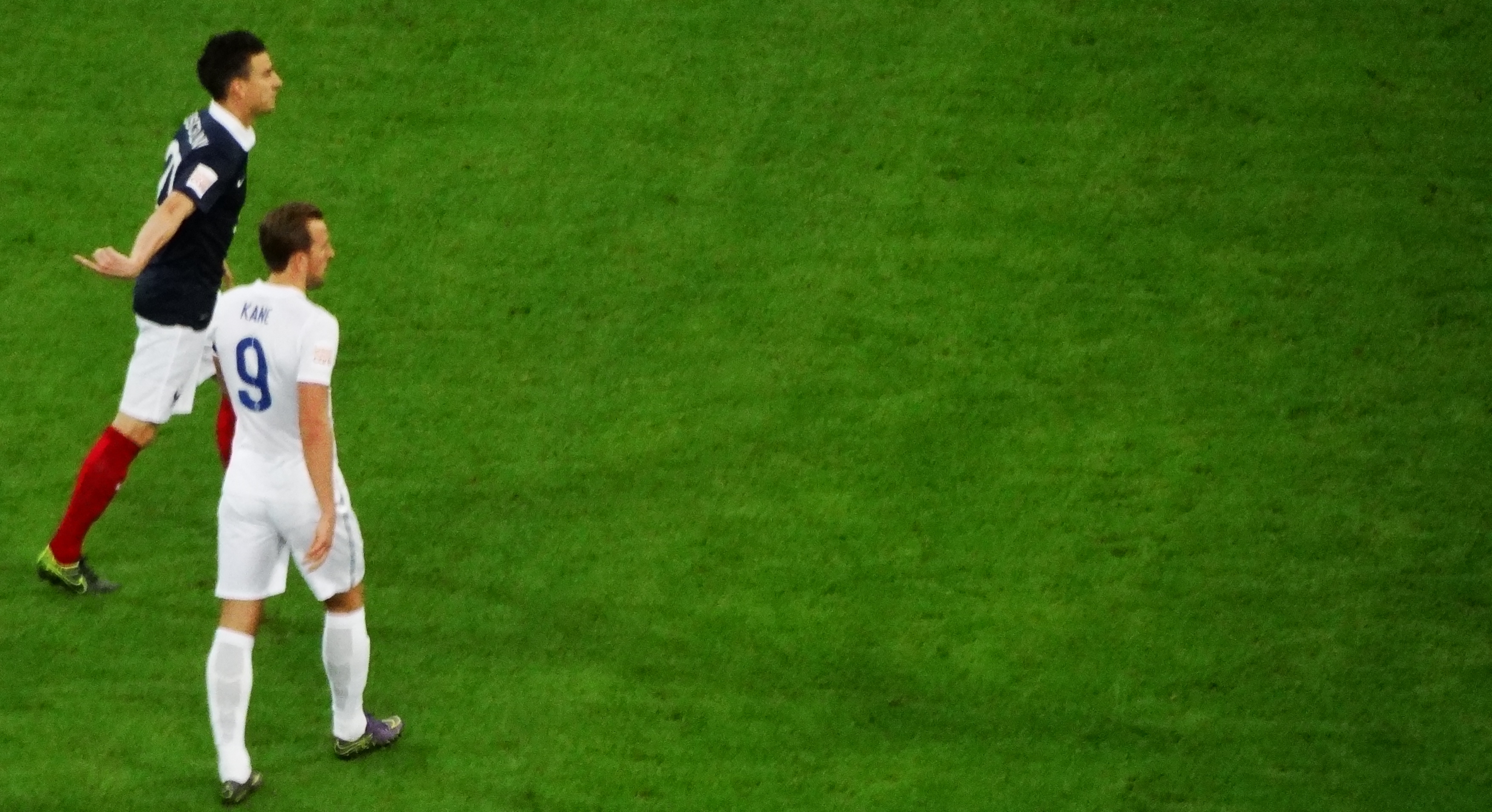
Kane (fehérben) az angol válogatottban Franciaország ellen 2015-ben

Édesapja galwayi születése révén lehetősége volt az ír válogatottat is választania, 2014 augusztusában azonban kijelentette, hogy angol válogatott szeretne lenni.
Miután a Tottenham gárdájában 16 bajnoki találatával a harmadik helyen végzett a Premier League góllövőlistáján, 2015. március 19-én Roy Hodgson meghívta a Litvánia elleni, 2016-os Európa-bajnokság selejtezőjére és az Olaszország elleni barátságos mérkőzésre készülő keretbe. Bemutatkozása a Wembley Stadionban történt, Wayne Rooney helyére állt be a második félidő kezdetén a litvánok ellen, 80 másodperccel pályáralépését követően Raheem Sterling beadása után pedig fejjel talált a kapuba ellenük. 2015. március 30-án Hodgson már a kezdőcsapatba jelölte Rooney mellé a támadósorba, a Juventus Stadionban zajló 1–1-gyel végződő találkozón végig a pályán volt.
2015. szeptember 5-én a következő meccsén csapata hat szerzett góljából az ötödiket jegyezte San Marino ellen, Anglia ezzel a győzelemmel pedig kvalifikálta magát a 2016-os Európa-bajnokságra. Három nappal később harmadik találatát jegyezte Svájc ellen, a mérkőzést 2–0-ra nyerték meg a Háromoroszlánosok. 2015. október 12-én, amikor az angolok tízből tíz összecsapást nyertek meg a selejtező során, kapura lövését a kapuba ütötte a litván kapus, Giedrius Arlauskis, így 3–0-t mutatott az eredményjelző Anglia javára, idegenben.
2016. május 22-én a City of Manchester Stadionban a Törökország elleni 2–1-re megnyert barátságos mérkőzés során az első gól az ő nevéhez fűződött, majd ezt követően egy büntetőt elhibázott. A júniusi Franciaországban megrendezett Európa-bajnokságon ő végezte a szögletrúgásokat. Ezt a tényt számos szakértő bírálta, a tréner, Hodgson azonban kijelentette, hogy a támadót tartja a legalkalmasabbnak erre a feladatkörre.
2017. június 10-én először volt a válogatott csapatkapitánya Skócia ellen a Hampden Parkban, mely találkozó 2–2-es végeredménnyel zárult úgy, hogy ő szerezte az egyenlítő gólt Anglia javára. Október 5-én Szlovénia ellen folytatta a gólgyártást, ez a találata a 2018-as világbajnokságra való kijutást jelentette.

##### A csapatkapitányi poszt és a világbajnokság Aranycipőjének átvétele (2018–2020)

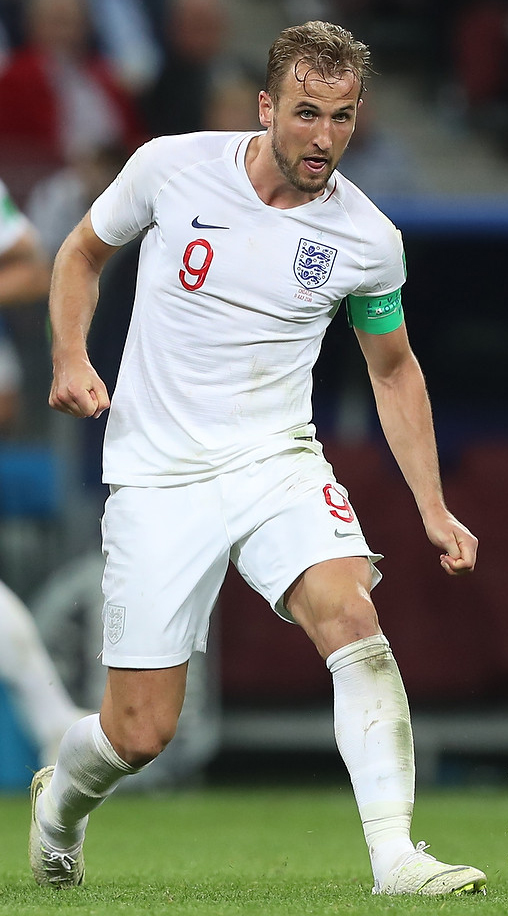
A 2018-as világbajnokságon

A világbajnokságra utazó 23 fős keret csapatkapitányává nevezték ki. Június 18-án a tornán a Tunézia elleni 2–1-es győztes meccsen a válogatott mindkét gólját ő jegyezte. Június 24-én, a következő csoportmérkőzésen mesterhármast ért el a Panama elleni 6–1-re megnyert találkozón, amely Anglia legnagyobb arányú győzelmét jelentette világversenyen. Ő lett a harmadik olyan angol válogatott labdarúgó, aki egy meccsen három gólt szerzett Geoff Hurst 1966-ban, a döntőben az NSZK ellen szerzett góljai, illetve 1986-ban Gary Lineker, Lengyelország elleni három jegyzett találatát követően.
Hatodik gólját jegyezte a versenyen büntetőből a Kolumbia elleni nyolcaddöntő során, mely 1–1-es döntetlennel zárult 120 perc után. A tizenegyespárbajban Anglia 4–3 arányban győzött, ez volt az első alkalom az egyesület történetében, hogy büntetőkkel nyert világbajnokságon. A világbajnokság hátralévő periódusában már nem volt eredményes, az angol válogatott a negyedik helyen végzett, miután a bronzéremért folyó csatában Belgium csapata ellen 2–0-ra kapitulált. Hat találatával a világbajnokság gólkirályává vált, Gary Lineker 1986-ban szerzett gólkirályi címe után ő volt az első angol játékos, aki ismét a góllövőlista első helyén végzett nemzetközi kiírás során.
Szeptemberben bevezetésre került az UEFA Nemzetek Ligája sorozat. 2018. szeptember 8-án Anglia első mérkőzését játszotta a spanyol válogatott ellen. Kane ezt a találkozót csapatkapitányként játszotta végig, csapata 2–1 arányban maradt alul a végeredményt tekintve. Október 15-én másodszor játszott csoportjában az angol nemzeti tizenegy Spanyolország ellen, ezúttal 3–2-re győzött, ő pedig két gólpasszal vette ki a részét a sikerből. November 14-én, az Amerika elleni barátságos meccs előtt átadta Wayne Rooney számára az angol aranycipőt, 53 góljával ugyanis ő minden idők legeredményesebb angol labdarúgója. Rooney a meccs utáni interjú során elmondta, hogy ő is azt szerette volna, ha Kane adja át neki az elismerést, mivel úgy gondolja, egyszer majd ő fogja megdönteni a csúcsát. Három nappal a mérkőzést követően, a Nemzetek Ligája utolsó csoportmeccsén Horvátország ellen gólpasszt adott Jesse Lingardnak és egy gólt is szerzett, beállítva ezzel a 2–1-es végeredményt, mellyel Anglia a csoport élén végzett, így bejutott a 2019 júniusában esedékes fináléba.

##### A 2020-as és a 2024-es Európa-bajnoki finálé és minden idők legjobb góllövőjeként (2021–)
A 2020-as Európa-bajnokság selejtezője során a nemzeti tizenegy 1000. meccsén is csapatkapitány volt, valamint háromszor volt eredményes Montenegró ellen. Ezzel 31. góljával a hatodik legeredményesebb angol válogatott játékossá lépett elő, továbbá a legeredményesebb csapatkapitánnyá vált. A 7–0-s győzelem Anglia biztos részvételét jelentette az Európa-bajnokságon. Kane továbbá az első olyan angol labdarúgó, aki egy adott selejtezősorozat minden találkozóján betalált, 12 góljával pedig a csoport gólkirálya is lett.
2021. június 29-én, az Európa-bajnokság nyolcaddöntőjében ő szerezte a második találatot Németország ellen. Ez volt az első gólja a tornán, a mérkőzés pedig 2–0-s angol győzelemmel zárult. Július 3-án, az Ukrajna elleni negyeddöntőben további két találat fűződött a nevéhez. Az elődöntő során, Dánia ellen a második gólt szerezte, ezzel Anglia 1966 után jutott be világversenyen a döntőbe, melyet a rendes játékidőben elért 1–1-es döntetlen után büntetőkkel veszítettek el Olaszország ellen.

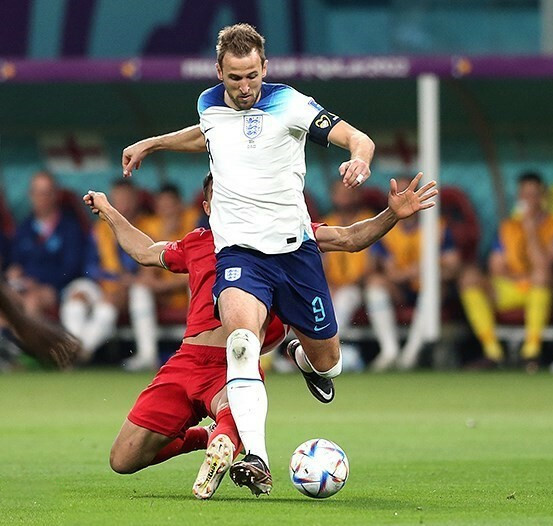
A 2022-es világbajnokságon

Az utolsó két, 2022-es világbajnokság selejtezőjén, Albánia és San Marino ellen mesterhármast jegyzett (egyik találkozón három, a másikon négy gólt), Anglia pedig kijutott a világbajnokságra. 2022 júniusában, a 2022–2023-as UEFA Nemzetek Ligája csoportkörében 50. gólját szerezte Anglia színeiben a Németország elleni mérkőzésen, ezzel mindössze a második angol játékos lett, aki elérte az 50 gólos határt a válogatottban. A 2022-es világbajnokságon elért két gólja elég volt ahhoz, hogy beérje Wayne Rooney-t az angol válogatott góllövőlistáján. Anglia a negyeddöntőig jutott a tornán, ahol Franciaország állta útjukat, Kane azon a mérkőzésen kihagyott egy büntetőt.
2023. március 23-án büntetőből talált be a regnáló Európa-bajnok Olaszország ellen a 2024-es Európa-bajnokság selejtezője során, amellyel minden idők leggólerősebb játékosává vált az angol válogatott történetében, megdöntve Wayne Rooney csúcsát. Anglia 1961 óta először győzte le az olaszokat idegen környezetben. Kane ezt a bravúrt 39 mérkőzéssel kevesebb alatt érte el, mint Rooney, ráadásul meccsenként 0,7-es gólátlaggal, ami magasabb, mint a legtöbb játékosé az angol nemzeti tizenegy góllövőlistáján. Október 17-én duplázott az Olaszország elleni 3–1-es győzelem során a 2024-es Európa-bajnokság selejtezőjének visszavágóján, amely Anglia első győzelmét jelentette ellenük a Wembley Stadionban 1977 óta.
2024 júniusában benevezték a 26 fős, 2024-es Európa bajnokságra utazó keretbe. Június 16-án ő volt a csapatkapitány, amikor 1–0-ra győzték le Szerbiát a C csoport első meccsén, ezzel Gary Neville-t előzte meg, mint az angol válogatott Európa-bajnokságokon legtöbbet szereplő játékosát 12 meccsel. Ez volt Kane 23. szereplése világversenyeken, amivel megdöntötte a korábbi rekordot, megelőzve Ashley Cole-t és Raheem Sterlinget. Június 20-án, a Dánia elleni második csoportmérkőzésen első góját jegyezte a tornán. Ő szerezte a győztes gólt a Szlovákia elleni nyolcaddöntőben, a hosszabbítás első percében fejjel volt eredményes. Ez volt a 79. tétmeccse a nemzeti csapatban, ezzel pedig Peter Shilton rekordját döntötte meg. Az elődöntőben Hollandia ellen tizenegyesből egyenlített. Kezdőként lépett pályára Spanyolország ellen a döntőben, a 61. percben lecserelélték, Anglia pedig 2–1-es vereséget szenvedett. Három góljával megkapta az Aranycipőt, holtversenyben hat játékossal. Ő lett a harmadik futballista a történelemben, aki mind az Európa-bajnokságon, mind a világbajnokságon elnyerte ezt az elismerést – Valentyin Ivanov és Dražan Jerković után.
2024. szeptember 10-én 100. alkalommal lépett pályára Finnország ellen a Nemzetek Ligájában, a válogatott 2–0-ás győzelmet aratott, mindkét találatot ő jegyezte.

## Játékstílusa

### Fejlődése
Korábbi ifjúsági akadémiai edzője, Alex Inglethorpe a következőket mondta róla:
„Amikor 15 éves korában először került a 18 éven aluliak közé, akkor abban az értelemben tűnt ki, hogy kissé bandásan nézett ki. Kissé kínosan és nehézkesen mozgott, de jobban megnézve sok képességgel rendelkezett és remek technikája volt. Szerintem meglepte az embereket, hogy mennyire jó teljesítményt produkált. Taktikailag nagyon rugalmas volt és gyakran játszott a középpályán is. Emlékszem arra, hogy láttam egyszer játszani védekező középpályásként.”
Tinédzserként sok nehézséggel került szembe, részben a júliusi születési dátuma miatt a csapattársaihoz képest nem volt elég gyors és fizikailag sem volt velük egy szinten. Az edzők tiszteletét azzal vívta ki, hogy kiváló technikával rendelkezett és folyamatosan arra törekedett, hogy fejlessze magát.
2013 februárjában a Talksportnak adott interjújában elmondta, hogy hátravont ékként tartja magát a legjobbnak, annak ellenére, hogy középcsatárként és szélsőként is alkalmasnak tartja magát játszani. A Talksport összegzése továbbá még megjegyezte, hogy tempója jó és kiválóan lő távolról, de a levegőben gyenge, valamint a Norwichi kölcsönjátéka során nem jegyzett találatot. A 26 millió fontért szerződtetett Roberto Soldado mellett gyakran kölcsönadták, végül Mauricio Pochettino vezetőedzőnél vált a Tottenham meghatározó csatárává. Pochettino edzősködése alatt elmondta, hogy játéka a menedzser által bevezetett kemény edzéstechnikák révén javult. Kiemelkedő motivációját a minél több edzésnek és előkészületnek, illetve a különleges étrendjének köszönheti.

### Elemzése
David Pleat, a Tottenham korábbi trénere régimódi, hagyományos középcsatárnak titulálta. Clive Allen, aki szintén edzője volt a Tottenhamnél, kijelentette: „Egy dolgot mondanék róla, amit sajnos sok fiatal labdarúgóról nem lehet elmondani, hogy rajong a játékért. Imádja a futballt, imád játszani, imád gólokat szerezni.” A londoni klub korábbi U21-es vezetőedzője, Les Ferdinand mozgását a gárda korábbi támadójához, Teddy Sheringhamhez, míg lövéseinek erejét és pontosságát pedig Alan Shearerhez hasonlította.
Magas és testes csatárként Jürgen Klinsmannal is összehasonlították, ezt az angol támadó 2015 februárjában hízelgőnek tartotta. 2015 márciusában az Angol labdarúgó-szövetség elnöke, Greg Dyke őt jelölte meg a fiatal angol játékosokat nevelő klubok viszonyítási alapjaként. Shearer abban a hónapban megjegyezte, hogy a bajnokság három legjobb csatára Kane, Diego Costa és Sergio Agüero.
2015 januárjában a Tottenham Chelsea elleni győzelme után Chris Miller blogger ezt írta róla: „Senki sem gondolta volna, hogy ő az a srác, aki ilyen teljesítményt produkál majd ellenük”. 2015 februárjában a BBC Sport azt írta, hogy befejező csatárként a legjobb, kitartó játéka és irányító készsége ugyanakkor más pozíciókra is alkalmassá teszik őt. Szintén abban a hónapban a Match of the Day szakértője, Danny Murphy azt nyilatkozta, hogy az angol válogatottat köré kell építeni. 2018 augusztusában Michael Cox, az ESPN riportere kijelentette, hogy eredetileg csatárnak tekintették, valóban azonban sokoldalú játékos, gyakran támadó középpályásként is játszik, rámutatva arra, hogy a 2018-as világbajnokságon mélyebb pozíciókban is kiválóan szerepelt, a gólokért folytatott munkája pedig lenyűgözőbb volt, mint valaha. 2022-ben Sam McGuire, az Opta Sports munkatársa a „világ legkreatívabb kilenceseként” nevezte.
Kane góltermékenysége és befejező képessége mellett a pályán való látásmódjáról, technikájáról és passzairól ismert, mely lehetővé teszi számára, hogy mélyebbről indulva játékba, majd gólhelyzetbe is hozza csapattársait, így akár kreatívabb szerepkörben, a 10-es poszton is képes játszani. Eredményesen végzi el a büntetőrúgásokat is.

### Kritikák
2020-tól kezdődően több védő kritizálta a bajnokságban, miszerint ha fejpárbaj alakul ki a támadó és köztük, súlyos sérüléseket idézhet elő, ha leesnek a földre ezt követően. Adam Lallanával szemben egy büntetőt is kiharcolt így a Brighton & Hove Albion ellen, ezt követően az Arsenal egykori angol válogatott labdarúgója, Martin Keown így vélekedett erről: „Figyeli az ellenfelet és tisztában van azzal, hogy mit fog tenni, így beáll háttal neki. Azt gondolom, hogy Harry Kane játéka veszélyes, ugyanakkor tudja mit csinál, de akkor sem hiszem, hogy ez büntető volt.” Gary Cahill, a Crystal Palace játékosának véleménye a következő ezzel kapcsolatban: „Úgy gondolom, hogy ez a futball része. Ez az egyik eleme annak, hogy okos és tapasztalt, valamint tudatában van annak, hogy mikor fogsz hibázni.”

## Média és szponzorok
Kane-nek szponzorációs szerződése van a Nike sportruházati céggel, Nike Hypervenom futballcipőt visel. 2018 februárjában, miután megszerezte 100. gólját a Premier League-ben, a vállalat piacra dobta a Hypervenom 3 HK limitált kiadását. 2018-ban szerepelt a négyszeres olimpiai bajnok Mo Farahval és a Chelsea akkori játékosával, Eden Hazarddal az oldalán a Nike Nothing Beats a Londoner reklámfilmjében, melynek célja London sokszínűségének népszerűsítése volt. A 2016-os Európa-bajnokságot népszerűsítő Mars reklámban is részt vett Antoine Griezmann, Mario Götze és Cesc Fàbregas társaságában, ahol egy Beats by Dr. Dre típusú fülhallgatót viselt.
A FIFA 18 videójáték-sorozatban szerepel az év csapatában is, a támadóharmadban Lionel Messi és Cristiano Ronaldo foglal mellette helyet. A 2018. évi Brit díjátadó gálán, február 21-én ő és Camila Cabello hirdették ki a győztest az O2 Arénában, és adták át a Legjobb nemzetközi férfi szólóművész díjat Kendrick Lamarnak.
2020. május 14-én bejelentette, hogy szponzorálja a Leyton Orient csapat mezeit a Covid19-pandémia alatt, melyben korábban profi pályafutása alatt megfordult. Ez a fajta megállapodás az első az angol labdarúgás történetében, az akciót jóváhagyta a Premier League, az English Football League, illetve az Angol labdarúgó-szövetség is, a szponzorációból befolyó összeget pedig jótékonysági szervezeteknek ajánlották fel, melyek a mezértékesítésből származó bevétel 10%-át kapták meg. A hazai szerelésen egy Thank you felirat látható, ezzel a pandémiában dolgozóknak mondanak köszönetet, az idegenbeli mezen a helyi gyermekárvaház logója, míg a harmadik számú dresszen a mentális egészséggel foglalkozó Mind jótékonysági szervezet emblémája látható.

## Magánélet
Egy 2015 februárjában adott interjújában azt nyilatkozta, hogy párkapcsolatban van Katie Goodlanddel, akit már gyerekkora óta ismer. Az Esquire magazinnak elmondta: „Együtt jártunk iskolába, gyakorlatilag átélte az egész pályafutásomat. Természetesen kissé őrültségnek tartja. Azt hiszem, néhányszor szerepelt az újságokban, ahogy sétáltatta a kutyáimat.” 2017. július 1-jén Twitter profilján közölte, hogy eljegyezte párját, majd 2019 júniusában bejelentette, hogy összeházasodtak.
2017. január 8-án feleségével közölték a nyilvánossággal, hogy megszületett első gyermekük, Ivy Jane. Második lányuk, Vivienne Jane 2018. augusztus 8-án született. 2020. július 18-án a házaspár közölte, hogy harmadik gyereküket várják, két nappal később pedig egy futball témájú gendervideóban elárulták, hogy fiuk lesz. Louis Harry Kane 2020. december 29-én jött a világra.
A családnak két labrador retrievere is van, nevük Brady és Wilson, akik az NFL irányítóiról, Tom Bradyről, illetve Russell Wilsonról kapták a nevüket. A csatárt ugyanis a Bradyről készült The Brady 6 című dokumentumfilm inspirálta karrierje fejlődésében.
Kane egy adott bajnoki idény alatt egyáltalán nem fogyaszt alkoholt, 2017-től teljes munkaidős szakácsot vett fel otthonába különleges étrendjéből adódóan. Szabadidejét golfozással tölti.
2019-ben a Brit Birodalom Rendjének tagjává nevezték ki a labdarúgásért tett munkája által.
2022. október 10-én létrehozta a Harry Kane Alapítványt, (Harry Kane Foundation) amely a „mentális egészséggel kapcsolatos felfogás megváltoztatására törekszik a beszélgetések normalizálásával és a pozitív szokások népszerűsítésével, hogy megszűnjön a téma körüli megbélyegzés.” Emiatt szerepet kapott a CBeebies gyerekcsatorna Bedtime Stories című műsorában.
2023 májusában a Tottenham Hotspur Stadionban felavatták falfestményét annak tiszteletére, hogy ő lett a Tottenham gólrekordere. Ő és családja a kézlenyomatát és az aláírását hagyta a falfestmény alján. 2020-ban a Waltham Forest Tanács megrendelte a szobrát, ugyanakkor arról, hogy hová helyezzék, éveken át vita folyt, így 2024 novemberéig a szobor a raktárban maradt, amíg a walthamstow-i Peter May Sportközpontban felavatták.

## Statisztikái

### Klubcsapatokban
2025. június 29-én lett frissítve.
| Klub                        | Szezon               | Liga                 | Liga  | Liga | Kupa  | Kupa | Ligakupa | Ligakupa | Európa | Európa | Egyéb | Egyéb | Összesen | Összesen |
| Klub                        | Szezon               | Bajnokság            | Mérk. | Gól  | Mérk. | Gól  | Mérk.    | Gól      | Mérk.  | Gól    | Mérk. | Gól   | Mérk.    | Gól      |
| --------------------------- | -------------------- | -------------------- | ----- | ---- | ----- | ---- | -------- | -------- | ------ | ------ | ----- | ----- | -------- | -------- |
| Tottenham Hotspur           | 2009–2010            | Premier League       | 0     | 0    | 0     | 0    | 0        | 0        | —      | —      | —     | —     | 0        | 0        |
| Tottenham Hotspur           | 2010–2011            | Premier League       | 0     | 0    | —     | —    | 0        | 0        | 0      | 0      | —     | —     | 0        | 0        |
| Tottenham Hotspur           | 2011–2012            | Premier League       | 0     | 0    | —     | —    | 0        | 0        | 6      | 1      | —     | —     | 6        | 1        |
| Tottenham Hotspur           | 2012–2013            | Premier League       | 1     | 0    | —     | —    | —        | —        | 0      | 0      | —     | —     | 1        | 0        |
| Tottenham Hotspur           | 2013–2014            | Premier League       | 10    | 3    | 0     | 0    | 2        | 1        | 7      | 0      | —     | —     | 19       | 4        |
| Tottenham Hotspur           | 2014–2015            | Premier League       | 34    | 21   | 2     | 0    | 6        | 3        | 9      | 7      | —     | —     | 51       | 31       |
| Tottenham Hotspur           | 2015–2016            | Premier League       | 38    | 25   | 4     | 1    | 1        | 0        | 7      | 2      | —     | —     | 50       | 28       |
| Tottenham Hotspur           | 2016–2017            | Premier League       | 30    | 29   | 3     | 4    | 0        | 0        | 5      | 2      | —     | —     | 38       | 35       |
| Tottenham Hotspur           | 2017–2018            | Premier League       | 37    | 30   | 4     | 4    | 0        | 0        | 7      | 7      | —     | —     | 48       | 41       |
| Tottenham Hotspur           | 2018–2019            | Premier League       | 28    | 17   | 1     | 1    | 2        | 1        | 9      | 5      | —     | —     | 40       | 24       |
| Tottenham Hotspur           | 2019–2020            | Premier League       | 29    | 18   | 0     | 0    | 0        | 0        | 5      | 6      | —     | —     | 25       | 17       |
| Tottenham Hotspur           | 2020–2021            | Premier League       | 35    | 23   | 2     | 1    | 4        | 1        | 8      | 8      | —     | —     | 49       | 33       |
| Tottenham Hotspur           | 2021–2022            | Premier League       | 36    | 16   | 3     | 3    | 5        | 1        | 5      | 6      | —     | —     | 49       | 26       |
| Tottenham Hotspur           | 2022–2023            | Premier League       | 38    | 30   | 2     | 1    | 1        | 0        | 8      | 1      | —     | —     | 49       | 32       |
| Összesen                    | Összesen             | Összesen             | 317   | 213  | 21    | 15   | 21       | 7        | 76     | 45     | —     | —     | 435      | 280      |
| Leyton Orient (kölcsönben)  | 2010–2011            | League One           | 18    | 5    | 0     | 0    | —        | —        | —      | —      | —     | —     | 18       | 5        |
| Millwall (kölcsönben)       | 2011–2012            | Championship         | 22    | 7    | 5     | 2    | —        | —        | —      | —      | —     | —     | 27       | 9        |
| Norwich City (kölcsönben)   | 2012–2013            | Premier League       | 3     | 0    | 1     | 0    | 1        | 0        | —      | —      | —     | —     | 5        | 0        |
| Leicester City (kölcsönben) | 2012–2013            | Championship         | 13    | 2    | —     | —    | —        | —        | —      | —      | 2     | 0     | 15       | 2        |
| Bayern München              | 2023–2024            | Bundesliga           | 32    | 36   | 0     | 0    | —        | —        | 12     | 8      | 1     | 0     | 45       | 44       |
| Bayern München              | 2024–2025            | Bundesliga           | 31    | 26   | 2     | 1    | —        | —        | 13     | 11     | 4     | 3     | 50       | 41       |
| Bayern München              | 2025–2026            | Bundesliga           | 0     | 0    | 0     | 0    | —        | —        | 0      | 0      | 0     | 0     | 0        | 0        |
| Bayern München              | Összesen             | Összesen             | 63    | 62   | 2     | 1    | —        | —        | 25     | 19     | 5     | 3     | 95       | 85       |
| Pályafutása összesen        | Pályafutása összesen | Pályafutása összesen | 437   | 289  | 29    | 18   | 22       | 7        | 101    | 64     | 7     | 3     | 595      | 381      |

1. ↑  Mérkőzései az Európa-ligában.
2. ↑  Mérkőzései az Európa-ligában.
3. ↑  Mérkőzései az Európa-ligában.
4. ↑  Mérkőzései az Európa-ligában.
5. ↑  Három pályára lépés és két gól a Bajnokok Ligájában, illetve két mérkőzés az Európa-ligában.
6. ↑  Pályára lépések a Bajnokok Ligája-selejtezőiben.
7. ↑  Pályára lépések a Bajnokok Ligája-selejtezőiben.
8. ↑  Pályára lépések a Bajnokok Ligája-selejtezőiben.
9. ↑  Mérkőzései az Európa-ligában.
10. ↑  Mérkőzései a Konferencia Ligában.
11. ↑  Mérkőzései a Bajnokok Ligájában.
12. ↑  Mérkőzései a Championship-rájátszásban.
13. ↑  Mérkőzései a Bajnokok Ligájában.
14. ↑  Mérkőzései a Német szuperkupában.
15. ↑  Mérkőzései a Bajnokok Ligájában.
16. ↑  Mérkőzései a FIFA-klubvilágbajnokságon.

### A válogatottban
2025. június 10-én lett frissítve.
| Nemzet   | Év       | Mérk. | Gól |
| -------- | -------- | ----- | --- |
| Anglia   | 2015     | 8     | 3   |
| Anglia   | 2016     | 9     | 2   |
| Anglia   | 2017     | 6     | 7   |
| Anglia   | 2018     | 12    | 8   |
| Anglia   | 2019     | 10    | 12  |
| Anglia   | 2020     | 6     | 0   |
| Anglia   | 2021     | 16    | 16  |
| Anglia   | 2022     | 13    | 5   |
| Anglia   | 2023     | 9     | 9   |
| Anglia   | 2024     | 14    | 7   |
| Anglia   | 2025     | 4     | 4   |
| Összesen | Összesen | 107   | 73  |

### Góljai a válogatottban
2025. június 10-én lett frissítve.
| #  | Dátum                | Helyszín                                                    | Mérkőzés | Ellenfél            | Gól | Eredmény             | Verseny                                    | Forrás  |
| -- | -------------------- | ----------------------------------------------------------- | -------- | ------------------- | --- | -------------------- | ------------------------------------------ | ------- |
| 1  | 2015. március 27.    | Wembley Stadion, London, Anglia                             | 1        | Litvánia            | 4–0 | 4–0                  | 2016-os Európa-bajnokság selejtező         | [ 264 ] |
| 2  | 2015. szeptember 5.  | San Marino Stadion, Serravalle, San Marino                  | 3        | San Marino          | 5–0 | 6–0                  | 2016-os Európa-bajnokság selejtező         | [ 267 ] |
| 3  | 2015. szeptember 8.  | Wembley Stadion, London, Anglia                             | 4        | Svájc               | 1–0 | 2–0                  | 2016-os Európa-bajnokság selejtező         | [ 268 ] |
| 4  | 2016. március 26.    | Olympiastadion, Berlin, Németország                         | 9        | Németország         | 1–2 | 3–2                  | Barátságos mérkőzés                        | [ 379 ] |
| 5  | 2016. május 22.      | City of Manchester Stadion, Manchester, Anglia              | 11       | Törökország         | 1–0 | 2–1                  | Barátságos mérkőzés                        | [ 270 ] |
| 6  | 2017. június 10.     | Hampden Park, Glasgow, Skócia                               | 18       | Skócia              | 2–2 | 2–2                  | 2018-as világbajnokság selejtező           | [ 273 ] |
| 7  | 2017. június 13.     | Stade de France, Saint-Denis, Franciaország                 | 19       | Franciaország       | 1–0 | 2–3                  | Barátságos mérkőzés                        | [ 380 ] |
| 8  | 2017. június 13.     | Stade de France, Saint-Denis, Franciaország                 | 19       | Franciaország       | 2–2 | 2–3                  | Barátságos mérkőzés                        | [ 380 ] |
| 9  | 2017. szeptember 1.  | Nemzeti Stadion, Ta’ Qali, Málta                            | 20       | Málta               | 1–0 | 4–0                  | 2018-as világbajnokság selejtező           | [ 381 ] |
| 10 | 2017. szeptember 1.  | Nemzeti Stadion, Ta’ Qali, Málta                            | 20       | Málta               | 4–0 | 4–0                  | 2018-as világbajnokság selejtező           | [ 381 ] |
| 11 | 2017. október 5.     | Wembley Stadion, London, Anglia                             | 22       | Szlovénia           | 1–0 | 1–0                  | 2018-as világbajnokság selejtező           | [ 382 ] |
| 12 | 2017. október 8.     | LFF Stadion, Vilnius, Litvánia                              | 23       | Litvánia            | 1–0 | 1–0                  | 2018-as világbajnokság selejtező           | [ 383 ] |
| 13 | 2018. június 2.      | Wembley Stadion, London, Anglia                             | 24       | Nigéria             | 2–0 | 2–1                  | Barátságos mérkőzés                        | [ 384 ] |
| 14 | 2018. június 18.     | Volgográd Aréna, Volgográd, Oroszország                     | 25       | Tunézia             | 1–0 | 2–1                  | 2018-as világbajnokság                     | [ 385 ] |
| 15 | 2018. június 18.     | Volgográd Aréna, Volgográd, Oroszország                     | 25       | Tunézia             | 2–1 | 2–1                  | 2018-as világbajnokság                     | [ 385 ] |
| 16 | 2018. június 24.     | Nyizsnyij Novgorod Stadion, Nyizsnyij Novgorod, Oroszország | 26       | Panama              | 2–0 | 6–1                  | 2018-as világbajnokság                     | [ 386 ] |
| 17 | 2018. június 24.     | Nyizsnyij Novgorod Stadion, Nyizsnyij Novgorod, Oroszország | 26       | Panama              | 5–0 | 6–1                  | 2018-as világbajnokság                     | [ 386 ] |
| 18 | 2018. június 24.     | Nyizsnyij Novgorod Stadion, Nyizsnyij Novgorod, Oroszország | 26       | Panama              | 6–0 | 6–1                  | 2018-as világbajnokság                     | [ 386 ] |
| 19 | 2018. július 3.      | Otkrityije Aréna, Moszkva, Oroszország                      | 27       | Kolumbia            | 1–0 | 1–1 hossz., bün. 4–3 | 2018-as világbajnokság                     | [ 387 ] |
| 20 | 2018. november 18.   | Wembley Stadion, London, Anglia                             | 35       | Horvátország        | 2–1 | 2–1                  | 2018–2019-es UEFA Nemzetek Ligája (A liga) | [ 388 ] |
| 21 | 2019. március 22.    | Wembley Stadion, London, Anglia                             | 36       | Csehország          | 2–0 | 5–0                  | 2020-as Európa-bajnokság selejtező         | [ 389 ] |
| 22 | 2019. március 25.    | Podgorica City Stadion, Podgorica, Montenegró               | 37       | Montenegró          | 4–1 | 5–1                  | 2020-as Európa-bajnokság selejtező         | [ 390 ] |
| 23 | 2019. szeptember 7.  | Wembley Stadion, London, Anglia                             | 40       | Bulgária            | 1–0 | 4–0                  | 2020-as Európa-bajnokság selejtező         | [ 391 ] |
| 24 | 2019. szeptember 7.  | Wembley Stadion, London, Anglia                             | 40       | Bulgária            | 2–0 | 4–0                  | 2020-as Európa-bajnokság selejtező         | [ 391 ] |
| 25 | 2019. szeptember 7.  | Wembley Stadion, London, Anglia                             | 40       | Bulgária            | 4–0 | 4–0                  | 2020-as Európa-bajnokság selejtező         | [ 391 ] |
| 26 | 2019. szeptember 10. | St. Mary Stadion, Southampton, Anglia                       | 41       | Koszovó             | 2–1 | 5–3                  | 2020-as Európa-bajnokság selejtező         | [ 392 ] |
| 27 | 2019. október 11.    | Sinobo Stadion, Prága, Csehország                           | 42       | Csehország          | 1–0 | 1–2                  | 2020-as Európa-bajnokság selejtező         | [ 393 ] |
| 28 | 2019. október 14.    | Vaszil Levszki Nemzeti Stadion, Szófia, Bulgária            | 43       | Bulgária            | 6–0 | 6–0                  | 2020-as Európa-bajnokság selejtező         | [ 394 ] |
| 29 | 2019. november 14.   | Wembley Stadion, London, Anglia                             | 44       | Montenegró          | 2–0 | 7–0                  | 2020-as Európa-bajnokság selejtező         | [ 395 ] |
| 30 | 2019. november 14.   | Wembley Stadion, London, Anglia                             | 44       | Montenegró          | 3–0 | 7–0                  | 2020-as Európa-bajnokság selejtező         | [ 395 ] |
| 31 | 2019. november 14.   | Wembley Stadion, London, Anglia                             | 44       | Montenegró          | 5–0 | 7–0                  | 2020-as Európa-bajnokság selejtező         | [ 395 ] |
| 32 | 2019. november 17.   | Fadil Vokrri Stadion, Pristina, Koszovó                     | 45       | Koszovó             | 2–0 | 4–0                  | 2020-as Európa-bajnokság selejtező         | [ 396 ] |
| 33 | 2021. március 28.    | Arena Kombëtare, Tirana, Albánia                            | 52       | Albánia             | 1–0 | 2–0                  | 2022-es világbajnokság selejtező           | [ 397 ] |
| 34 | 2021. március 31.    | Wembley Stadion, London, Anglia                             | 53       | Lengyelország       | 1–0 | 2–1                  | 2022-es világbajnokság selejtező           | [ 398 ] |
| 35 | 2021. június 29.     | Wembley Stadion, London, Anglia                             | 58       | Németország         | 2–0 | 2–0                  | 2020-as Európa-bajnokság                   | [ 399 ] |
| 36 | 2021. július 3.      | Stadio Olimpico, Róma, Olaszország                          | 59       | Ukrajna             | 1–0 | 4–0                  | 2020-as Európa-bajnokság                   | [ 400 ] |
| 37 | 2021. július 3.      | Stadio Olimpico, Róma, Olaszország                          | 59       | Ukrajna             | 3–0 | 4–0                  | 2020-as Európa-bajnokság                   | [ 400 ] |
| 38 | 2021. július 7.      | Wembley Stadion, London, Anglia                             | 60       | Dánia               | 2–1 | 2–1 hossz.           | 2020-as Európa-bajnokság                   | [ 401 ] |
| 39 | 2021. szeptember 2.  | Puskás Aréna, Budapest, Magyarország                        | 62       | Magyarország        | 2–0 | 4–0                  | 2022-es világbajnokság selejtező           | [ 402 ] |
| 40 | 2021. szeptember 5.  | Wembley Stadion, London, Anglia                             | 63       | Andorra             | 2–0 | 4–0                  | 2022-es világbajnokság selejtező           | [ 403 ] |
| 41 | 2021. szeptember 8.  | Nemzeti Stadion, Varsó, Lengyelország                       | 64       | Lengyelország       | 1–0 | 1–1                  | 2022-es világbajnokság selejtező           | [ 404 ] |
| 42 | 2021. november 12.   | Wembley Stadion, London, Anglia                             | 66       | Albánia             | 2–0 | 5–0                  | 2022-es világbajnokság selejtező           | [ 405 ] |
| 43 | 2021. november 12.   | Wembley Stadion, London, Anglia                             | 66       | Albánia             | 4–0 | 5–0                  | 2022-es világbajnokság selejtező           | [ 405 ] |
| 44 | 2021. november 12.   | Wembley Stadion, London, Anglia                             | 66       | Albánia             | 5–0 | 5–0                  | 2022-es világbajnokság selejtező           | [ 405 ] |
| 45 | 2021. november 15.   | San Marino Stadion, Serravalle, San Marino                  | 67       | San Marino          | 3–0 | 10–0                 | 2022-es világbajnokság selejtező           | [ 406 ] |
| 46 | 2021. november 15.   | San Marino Stadion, Serravalle, San Marino                  | 67       | San Marino          | 4–0 | 10–0                 | 2022-es világbajnokság selejtező           | [ 406 ] |
| 47 | 2021. november 15.   | San Marino Stadion, Serravalle, San Marino                  | 67       | San Marino          | 5–0 | 10–0                 | 2022-es világbajnokság selejtező           | [ 406 ] |
| 48 | 2021. november 15.   | San Marino Stadion, Serravalle, San Marino                  | 67       | San Marino          | 6–0 | 10–0                 | 2022-es világbajnokság selejtező           | [ 406 ] |
| 49 | 2022. március 26.    | Wembley Stadion, London, Anglia                             | 68       | Svájc               | 2–1 | 2–1                  | Barátságos mérkőzés                        | [ 407 ] |
| 50 | 2022. június 7.      | Allianz Arena, München, Németország                         | 71       | Németország         | 1–1 | 1–1                  | 2022–2023-as UEFA Nemzetek Ligája (A liga) | [ 408 ] |
| 51 | 2022. szeptember 26. | Wembley Stadion, London, Anglia                             | 75       | Németország         | 3–2 | 3–3                  | 2022–2023-as UEFA Nemzetek Ligája (A liga) | [ 409 ] |
| 52 | 2022. december 4.    | Al Bayt Stadion, Al-Hor, Katar                              | 79       | Szenegál            | 2–0 | 3–0                  | 2022-es világbajnokság                     | [ 410 ] |
| 53 | 2022. december 10.   | Al Bayt Stadion, Al-Hor, Katar                              | 80       | Franciaország       | 1–1 | 1–2                  | 2022-es világbajnokság                     | [ 411 ] |
| 54 | 2023. március 23.    | Diego Armando Maradona Stadion, Nápoly, Olaszország         | 81       | Olaszország         | 2–0 | 2–1                  | 2024-es Európa-bajnokság selejtező         | [ 412 ] |
| 55 | 2023. március 26.    | Wembley Stadion, London, Anglia                             | 82       | Ukrajna             | 1–0 | 2–0                  | 2024-es Európa-bajnokság selejtező         | [ 413 ] |
| 56 | 2023. június 16.     | Nemzeti Stadion, Ta’ Qali, Málta                            | 83       | Málta               | 3–0 | 4–0                  | 2024-es Európa-bajnokság selejtező         | [ 414 ] |
| 57 | 2023. június 19.     | Old Trafford, Manchester, Anglia                            | 84       | Észak-Macedónia     | 1–0 | 7–0                  | 2024-es Európa-bajnokság selejtező         | [ 415 ] |
| 58 | 2023. június 19.     | Old Trafford, Manchester, Anglia                            | 84       | Észak-Macedónia     | 7–0 | 7–0                  | 2024-es Európa-bajnokság selejtező         | [ 415 ] |
| 59 | 2023. szeptember 12. | Hampden Park, Glasgow, Skócia                               | 86       | Skócia              | 3–1 | 3–1                  | Barátságos mérkőzés                        | [ 416 ] |
| 60 | 2023. október 17.    | Wembley Stadion, London, Anglia                             | 87       | Olaszország         | 1–1 | 3–1                  | 2024-es Európa-bajnokság selejtező         | [ 417 ] |
| 61 | 2023. október 17.    | Wembley Stadion, London, Anglia                             | 87       | Olaszország         | 3–1 | 3–1                  | 2024-es Európa-bajnokság selejtező         |         |
| 62 | 2023. november 17.   | Wembley Stadion, London, Anglia                             | 88       | Málta               | 2–0 | 2–0                  | 2024-es Európa-bajnokság selejtező         | [ 418 ] |
| 63 | 2024. június 3.      | St James’ Park, Newcastle upon Tyne, Anglia                 | 90       | Bosznia-Hercegovina | 3–0 | 3–0                  | Barátságos mérkőzés                        | [ 419 ] |
| 64 | 2024. június 20.     | Deutsche Bank Park, Frankfurt, Németország                  | 93       | Dánia               | 1–0 | 1–1                  | 2024-es Európa-bajnokság                   | [ 420 ] |
| 65 | 2024. június 30.     | Veltins-Arena, Gelsenkirchen, Németország                   | 95       | Szlovákia           | 2–1 | 2–1 hossz.           | 2024-es Európa-bajnokság                   | [ 421 ] |
| 66 | 2024. július 10.     | Signal Iduna Park, Dortmund, Németország                    | 97       | Hollandia           | 1–1 | 2–1                  | 2024-es Európa-bajnokság                   | [ 422 ] |
| 67 | 2024. szeptember 10. | Wembley Stadion, London, Anglia                             | 100      | Finnország          | 1–0 | 2–0                  | 2024–2025-ös UEFA Nemzetek Ligája (B liga) | [ 423 ] |
| 68 | 2024. szeptember 10. | Wembley Stadion, London, Anglia                             | 100      | Finnország          | 2–0 | 2–0                  | 2024–2025-ös UEFA Nemzetek Ligája (B liga) | [ 423 ] |
| 69 | 2024. november 17.   | Wembley Stadion, London, Anglia                             | 103      | Írország            | 1–0 | 5–0                  | 2024–2025-ös UEFA Nemzetek Ligája (B liga) | [ 424 ] |
| 70 | 2025. március 21.    | Wembley Stadion, London, Anglia                             | 104      | Albánia             | 2–0 | 2–0                  | 2026-os világbajnokság selejtező           | [ 425 ] |
| 71 | 2025. március 24.    | Wembley Stadion, London, Anglia                             | 105      | Lettország          | 2–0 | 3–0                  | 2026-os világbajnokság selejtező           | [ 426 ] |
| 72 | 2025. június 7.      | Estadi Cornellà-El Prat, Barcelona, Spanyolország           | 106      | Andorra             | 1–0 | 1–0                  | 2026-os világbajnokság selejtező           | [ 427 ] |
| 73 | 2025. június 10.     | Városi Stadion, Nottingham, Anglia                          | 107      | Szenegál            | 1–0 | 1–3                  | Barátságos mérkőzés                        | [ 428 ] |

## Sikerei, díjai

### Tottenham Hotspur
- Angol ligakupa – döntős: 2014–2015,[84] 2020–2021[429]
- Bajnokok Ligája – döntős: 2018–2019[430]

### Bayern München
- Bundesliga: 2024–2025[431]

### Angol válogatott
- Nemzetek Ligája – bronzérmes: 2018–2019[432]
- Európa-bajnokság – döntős: 2020,[433] 2024[434]

### Egyéni
- Millwall FC – Az év fiatal játékosa: 2011–2012[52]
- Premier League – A hónap játékosa díj: 2015 január és február, 2016 március, 2017 február, szeptember és december[3], 2022 március[435]
- Premier League – Az év csapata: 2014–2015,[90] 2015–2016,[107] 2016–2017,[125] 2017–2018,[146] 2020–2021[436], 2022–2023[437]
- Az év fiatal angol labdarúgója (PFA): 2014–2015[91]
- Tottenham Hotspur – Az év játékosa: 2014–2015, 2020–2021[438], 2022–2023[439]
- Premier League-aranycipő: 2015–2016, 2016–2017, 2020–2021[3]
- Premier League – A szezon legtöbb gólpasszt adó játékosa díj: 2020–2021[3]
- Premier League – Az év játékosa a szurkolók szavazatai alapján: 2016–2017[440]
- Futballszurkolók Szövetsége – Az év játékosa: 2017[441]
- IFFHS – A világ legjobb góllövője: 2017[442]
- IFFHS – Az  év legjobb élvonalbeli góllövője: 2023[443]
- IFFHS – A világ legjobb férfi tizenegye: 2023[444]
- Bundesliga – A szezon játékosa: 2024–2025[445]
- Bundesliga – Gólkirály: 2023–2024,[446] 2024–2025[245]
- Bundesliga – A hónap gólja: 2023 október, november és december, 2024 február és április[447]
- Bundesliga – A hónap játékosa: 2024 október[448]
- Bundesliga – A szezon gólja: 2023–2024[449]
- Bundesliga – A szezon csapata: 2023–2024,[450] 2024–2025[451]
- VDV (Szerződéses Labdarúgók Egyesülete) – A szezon Bundesliga csapata: 2023–2024[452], 2024–2025[453]
- Kicker – A szezon Bundesliga csapata: 2023–2024,[454] 2024–2025[455]
- Bajnokok Ligája – Gólkirály: 2023–2024[456]
- Bajnokok Ligája – A szezon csapata: 2023–2024[457]
- Európai Sportmédia  – Az év csapata: 2023–2024[458]
- Az év játékosa Angliában: 2017,[459] 2018[460]
- Világbajnokság – Aranycipős: 2018[461]
- Világbajnokság – álomcsapat: 2018[462]
- Európa-bajnokság – Gólkirály (megosztva): 2024[463]
- Gerd Müller-díj: 2024 (megosztva)[464]
- Londoni labdarúgó-díjátadó gála – Az év játékosa a Premier League-ben: 2018,[465] 2021[466]
- Európai aranycipő – 2024[467]

### Rendek
- A Brit Birodalom Rendje – tag: 2019[351]
- London városának szabadsága: 2023[468]

## Fordítás
Ez a szócikk részben vagy egészben  a   Harry Kane című angol Wikipédia-szócikk ezen változatának fordításán alapul.  Az eredeti cikk szerkesztőit annak laptörténete sorolja fel. Ez a jelzés csupán a megfogalmazás eredetét és a szerzői jogokat jelzi, nem szolgál a cikkben szereplő információk forrásmegjelöléseként.